# Expo 58
Die Expo 58 war die Weltausstellung, die vom 17. April bis 19. Oktober 1958 in der belgischen Hauptstadt Brüssel stattfand. Das offizielle Motto lautete „Arbeit der Welt - für eine menschliche Welt“. Dazu passend wurden die beiden neuen Zukunftstechnologien Raumfahrt und Atomkraft erstmals einer breiten Öffentlichkeit vorgestellt. Es war die erste Weltausstellung nach Ende des Zweiten Weltkrieges. Vorrangig war die Ausstellung eine Leistungsschau der belgischen Industrie. Geprägt wurde die Ausstellung durch die Rivalität der damaligen Westmächte mit dem Ostblock. Beide Seiten versuchten, die eigenen Staaten auf unterschiedlichen Ebenen als fortschrittlicher darzustellen.

## Vorgeschichte

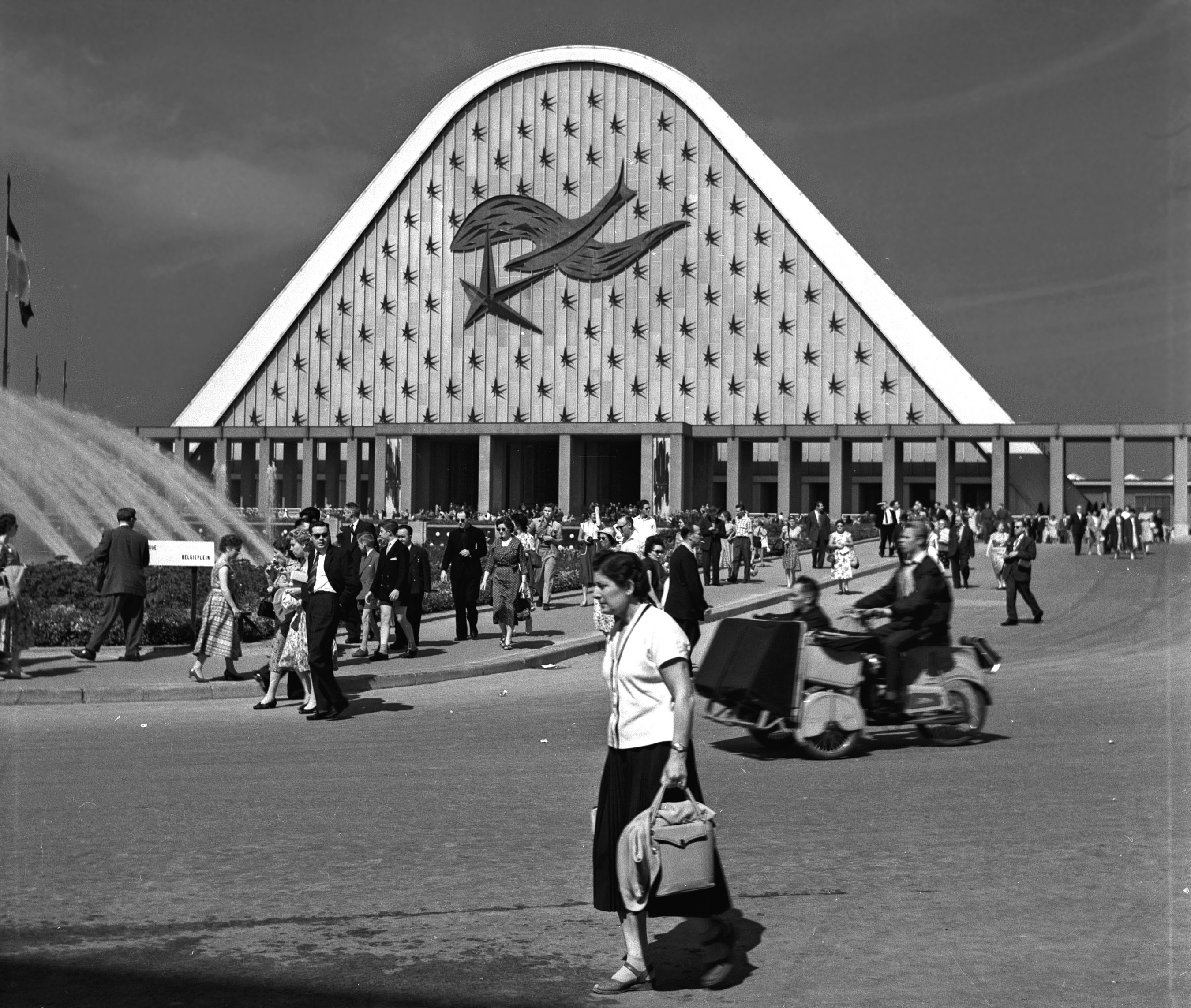
Das von 1935 stammende Eingangsgebäude

Bis zum Zweiten Weltkrieg hatte Belgien bereits acht große internationale Ausstellungen ausgerichtet, davon allein drei Weltausstellungen in Brüssel. Da die letzte Brüsseler Ausstellung 1935 ein großer finanzieller Erfolg war, lag es nahe, daran anzuknüpfen. Diskussionen über eine erneute Weltausstellung in Belgien begannen im Jahre 1947. Am 7. Mai 1948 beschloss die belgische Regierung, eine weitere Weltausstellung auszurichten, welche wieder in Brüssel stattfinden sollte. Der damals anvisierte Zeitpunkt war das Jahr 1955.
Im Jahre 1951 berief die Regierung einen Generalkommissar, Baron Georg Moens de Fernig, und betraute das Wirtschaftsministerium mit der Planung. Zu einer Verschiebung der Planung führte der Ausbruch des Koreakrieges, der eine krisenhafte Zuspitzung des Ost-West-Konfliktes zur Folge hatte. Im Jahre 1952 beschloss die Regierung, die Weltausstellung erst 1958 stattfinden zu lassen. Parallel dazu steckte sie den Finanzrahmen fest und hob eine Koloniallotterie zur Unterstützung der Finanzierung aus der Taufe. Das Bureau International des Expositions (B.I.E.) in Paris registrierte das Projekt offiziell nach Ende des Koreakrieges im November 1953 und erteilte damit die erforderliche Genehmigung. Im März 1954 wurde die Gesellschaft gegründet, in deren Verantwortung die Durchführung der Weltausstellung lag. Ein halbes Jahr später, im September 1954, erfolgte die Grundsteinlegung für die ersten Bauten.
Die Regierung von Paul-Henri Spaak verfolgte mit der Wahl Brüssels als Ausstellungsort das Ziel, Infrastrukturbauten zu errichten, um damit der Stadt bei der Entscheidung über den zukünftigen Sitz europäischer Gremien und Behörden eine gute Ausgangsposition zu verschaffen. Zur Verbesserung der Infrastruktur im und rund um das Ausstellungsgelände wurden bis 1958 ca. 25 km Straße und 90 ha Parkplätze für Autos und Busse neu errichtet. Der belgische Staat investierte acht Milliarden Belgische Francs (Bfr) allein in Verkehrsinfrastrukturprojekte, die einen Bezug zu der geplanten Ausstellung hatten.
Eine weitere wichtige Intention der Schau war die Rechtfertigung der kolonialen Position Belgiens im Kongo und Ruanda-Urundi.

## Gelände

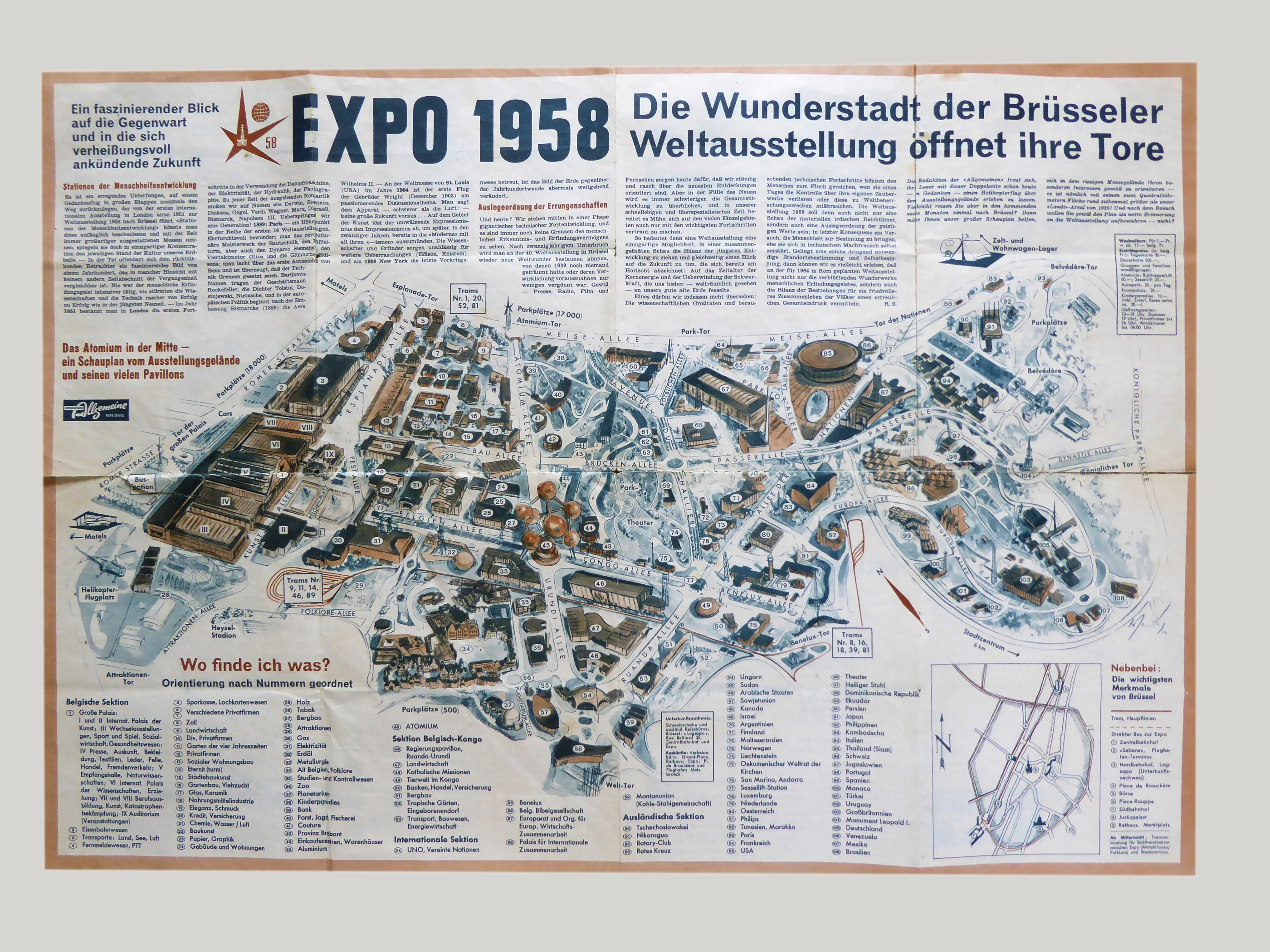
Orientierungsplan

Der belgische Staat bestimmte das ca. 7 km nordwestlich der Innenstadt gelegene, parkähnliche und leicht hügelige Heysel-Plateau im Stadtteil Laken als Ausstellungsgelände. Dort hatte bereits die Weltausstellung von 1935 stattgefunden, deren große Ausstellungshallen noch vorhanden waren. Das damals genutzte Gelände mit einer Fläche von 125 ha wurde zu Lasten der südlich gelegenen königlichen Parks des Schlosses Laken und einiger Waldflächen auf eine Fläche von 200 ha erweitert.
Den Generalplan für das Gelände inklusive der Gliederung in Sektionen entwarf Marcel van Goethem. Im südlichen Bereich, in den ehemaligen königlichen Parks, war die Internationale Sektion angesiedelt. Dort befanden sich die Pavillons der einzelnen eingeladenen Staaten. Im Mittelpunkt dieser internationalen Abteilung lagen die Pavillons von Frankreich, der Sowjetunion und den USA, die mit jeweils 25.000 m² zugewiesenem Gelände die größten Repräsentationsflächen nutzen konnten. Eine etwa 500 m lange Betonbrücke überspannte weite Teile dieser überwiegend in einem Tal gelegenen Sektion. Auch das Belvédère des Schlosses Laken, als Sitz des Generalkommissars, mit seinen Gärten war Teil der internationalen Sektion. Daran grenzten im Westen die Sektion für die belgische Kolonialausstellung und im Norden die belgische Sektion. Westlich der belgischen Sektion lagen ein Vergnügungsbereich mit unterschiedlichen Schaustellerbetrieben und einem Planetarium. Ebenfalls dort war ein Folklorebereich angesiedelt, der Brüssel um 1900 darstellen sollte und zusätzliches Eintrittsgeld erforderte. An den Bereich der belgischen Kolonialausstellung schloss sich im Westen die Sektion der supranationalen Organisationen an. Dort standen die Pavillons der UNO, des Europarates, der Europäischen Gemeinschaft für Kohle und Stahl und der Benelux-Kooperation sowie ein Pavillon für internationale Zusammenarbeit.

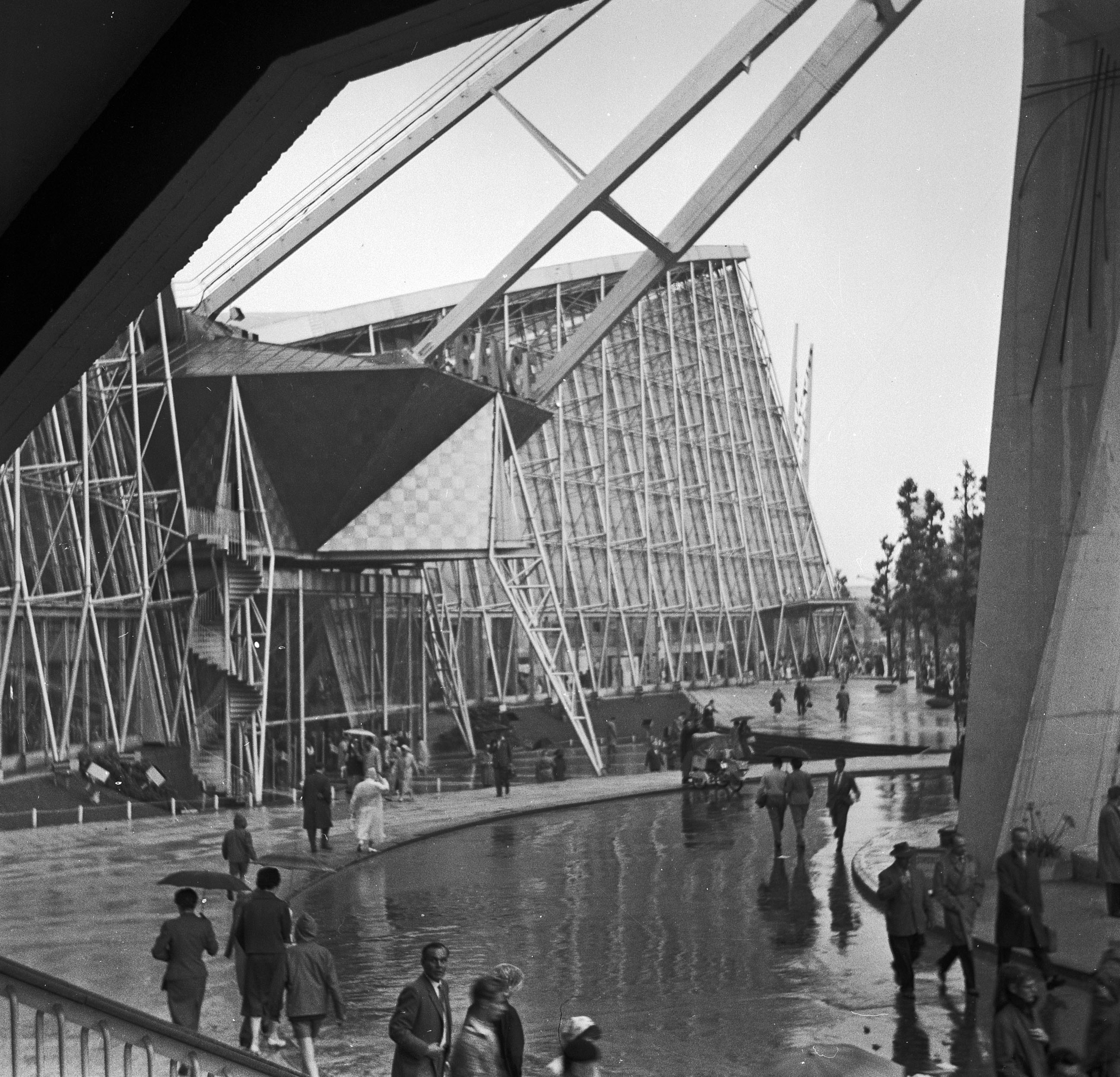
Französischer Pavillon

In der belgischen Sektion standen die großen Hallen aus dem Jahre 1935, die mehrheitlich belgische Abteilungen beherbergten. Eine dieser Hallen war für die international beschickten Kunstausstellungen reserviert. In einer anderen, der Internationalen Halle der Wissenschaften, wurde länderübergreifend der neueste Stand des Wissens in der Grundlagenforschung gezeigt. Die Wissenschaftsgemeinde präsentierte dort die vier Themenbereiche Atom (Nuklearphysik), Kristall (Festkörperphysik), Molekül (Chemie) und Zelle (Biologie).
Die belgischen Ausstellungen waren in neun Abteilungen aufgegliedert, die auch als Vorbild für die Ausstellungen teilnehmender Staaten gedacht waren: 1. Wissenschaft, Kultur, Ausbildung, 2. Energie, 3. Allgemeine Boden- und Rohstoffnutzung, 4. Industrie, 5. Bauwesen, 6. Kommunikation und Transport, 7. Volkswirtschaft, 8. Freizeit und Gesundheitswesen, 9. Zivilisierung des Volkes (mit Bereichen Religion und Kolonialisierung).

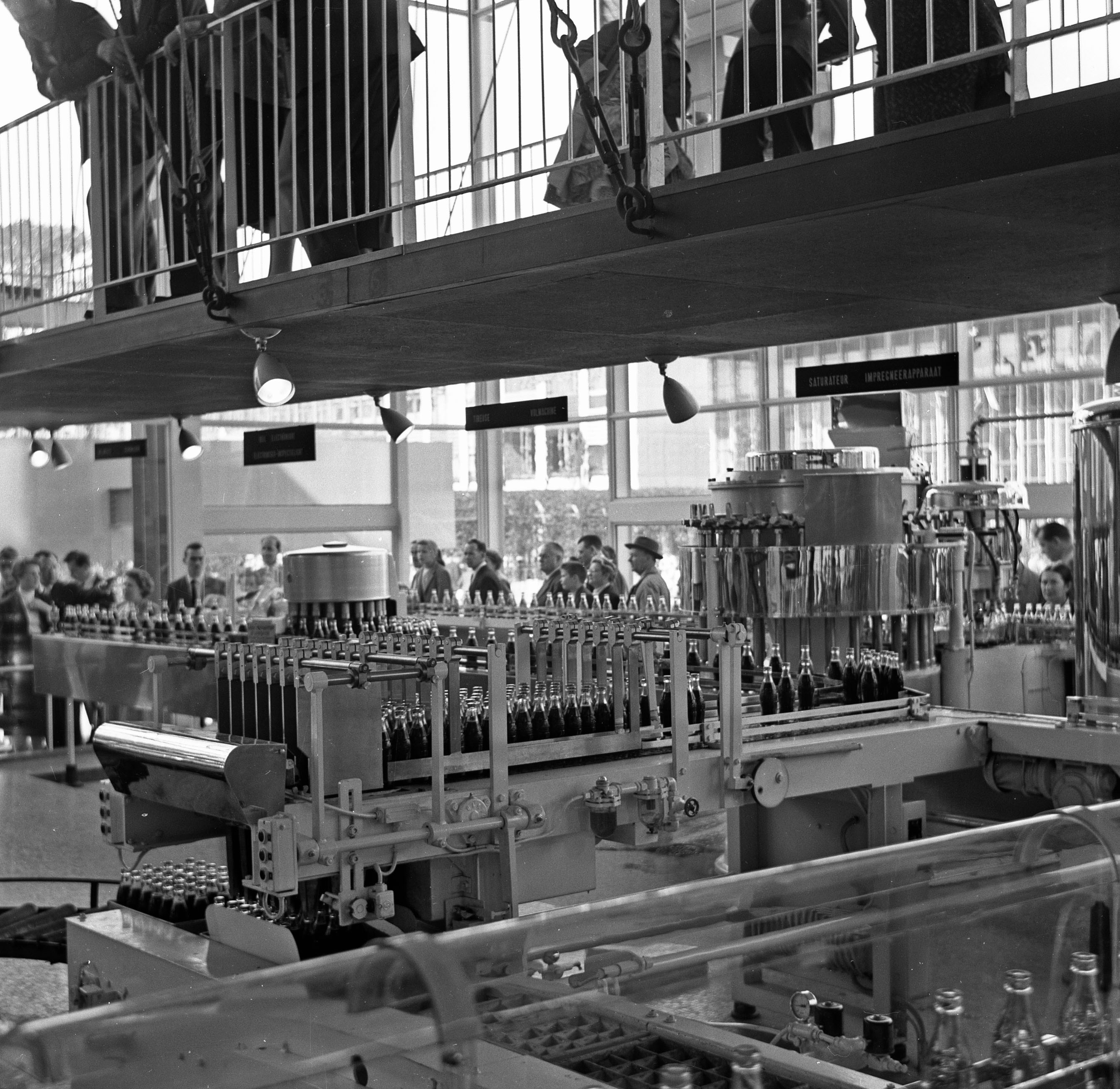
Flaschenabfüllung im Coca-Cola-Pavillon

Mit René Pechère und Jules Janlet waren die beiden führenden belgischen Landschaftsarchitekten ihrer Zeit mit den Planungen der Grünflächen für das Ausstellungsgelände betraut. Zwischen den großen Hallen und der Internationalen Sektion im Süden lagen im östlichen Bereich der Belgischen Sektion neben einem von Pechère gestalteten und prämierten Garten der vier Jahreszeiten, die Pavillons einiger großer Firmen wie beispielsweise IBM, Coca-Cola, Solvay, Côte d’Or oder Kodak. Auf dem Ausstellungsgelände befanden sich des Weiteren Einrichtungen zur allgemeinen Versorgung, zur Feuerwehr, zur Kinderbetreuung, ein Hubschrauberlandeplatz sowie insgesamt 112 Pavillons. In Flächen ausgedrückt: 2.000.000 m² Gesamtfläche, 1.000.000 m² für Gebäude, 600.000 m² für Gärten, der Rest für Verkehrsbauten.
Da das Ausstellungsgelände für Fußgänger zu groß war – allein schätzungsweise 25 km Straßen durchzogen das Gelände – wurden spezielle Transportsysteme eingerichtet. Es gab eine Seilbahn und unterschiedliche motorisierte Fahrzeuge und Buszüge, die Menschen innerhalb des Geländes beförderten.

## Verlauf
Auf der von König Baudouin eröffneten Ausstellung präsentierten sich 48 Nationen, sieben supranationale Organisationen, diverse belgische Einrichtungen und Organisationen und ca. 30 Firmen mit eigenem Pavillon, insgesamt 4.645 Aussteller einem Publikum von 41.454.412 Besuchern. Außerdem gab es ein umfangreiches Programm während der Ausstellungszeit: 426 Kongresse, viele Wechselausstellungen, Konzerte und Aufführungen mit hochkarätiger internationaler Beteiligung. Der Gedanke des Wettbewerbes wurde aufgegriffen. 65 Jurys unterschiedlicher Kategorien vergaben insgesamt 3.961 Preise.

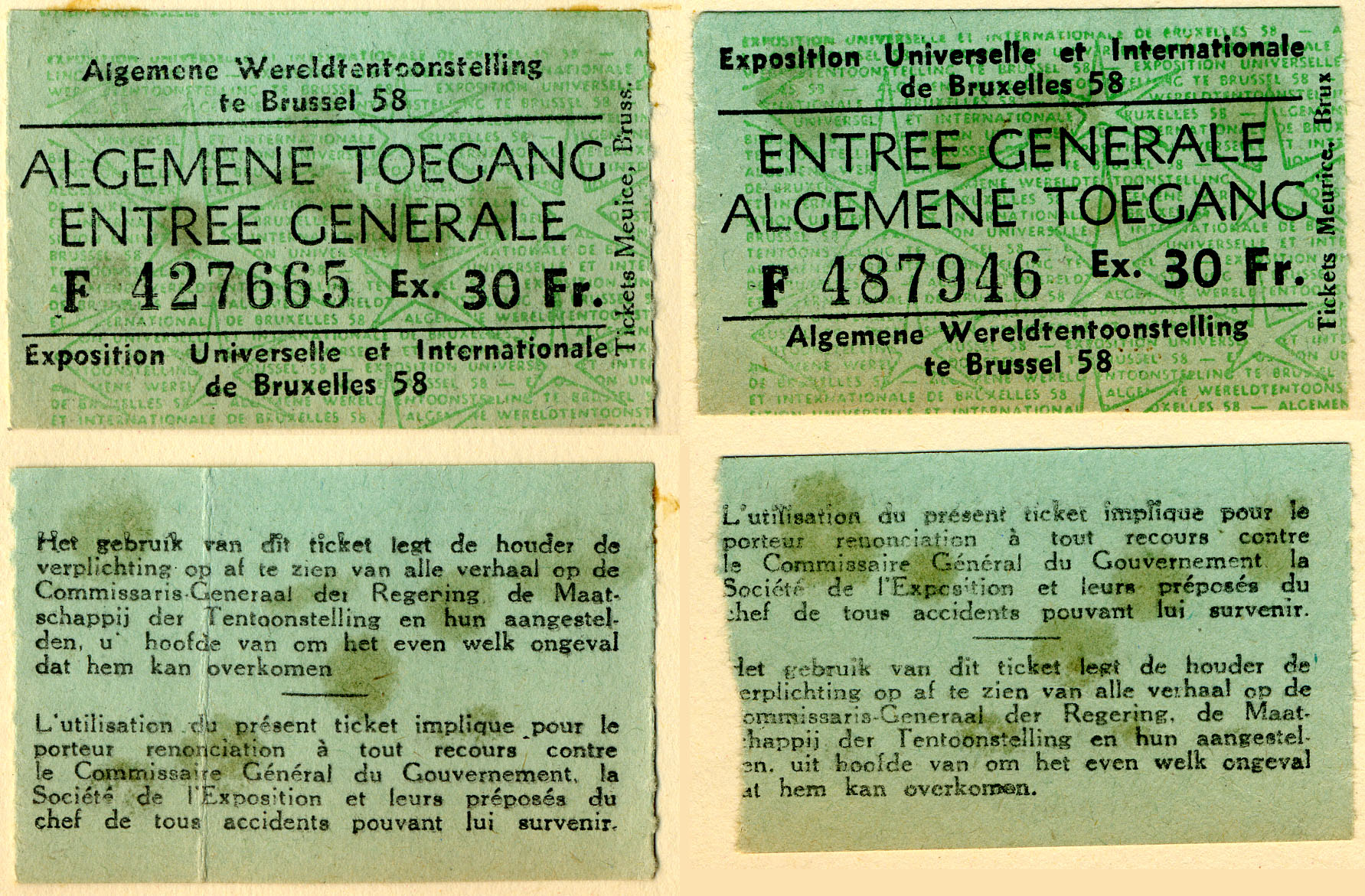
Eintrittstickets 1958

Der belgische Staat finanzierte die Weltausstellung, die Teil des Staatsbudgets war. Die Weltausstellung erzielte gemäß der Bilanz der Weltausstellungsgesellschaft vom 31. August 1960 einen Gewinn von ca. 41 Millionen Bfr. Dabei wurden Einnahmen in Höhe von 2.571.890.000 Bfr und Ausgaben von 2.530.500.000 Bfr ausgewiesen. Die Einnahmen setzten sich aus Betriebseinnahmen, kolonialer Lotterie, Einnahmen aus Importzöllen, einer öffentlichen Anleihe (1.200 Mio. Bfr) und Zuschüssen aus dem Staatsbudget zusammen. Die Betriebseinnahmen wurden aus Eintrittsgeldern, dem Verkauf von Souvenirartikeln und Einnahmen aus den Gastronomiebetrieben erzielt. Die Eintrittspreise betrugen pro Person und Tag 30 Bfr, umgerechnet etwa 2,50 Deutsche Mark. Der Eintritt für den Vergnügungsbereich kostete 25 Bfr. Das B.I.E. geht dem entgegengesetzt von einem Defizit von 980 Millionen Bfr aus.

## Architektur

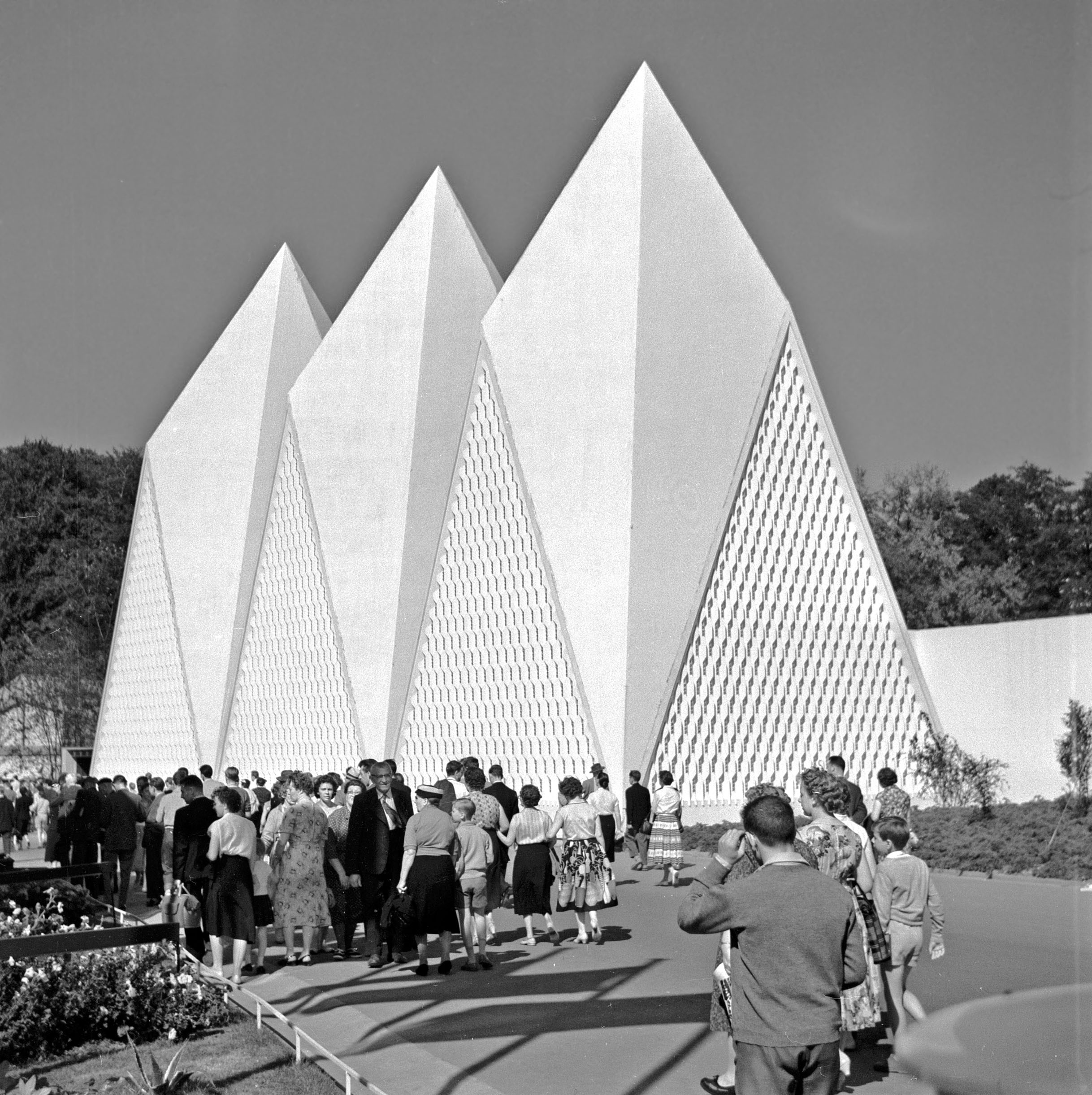
Pavillon des Englischen Königreiches 1958

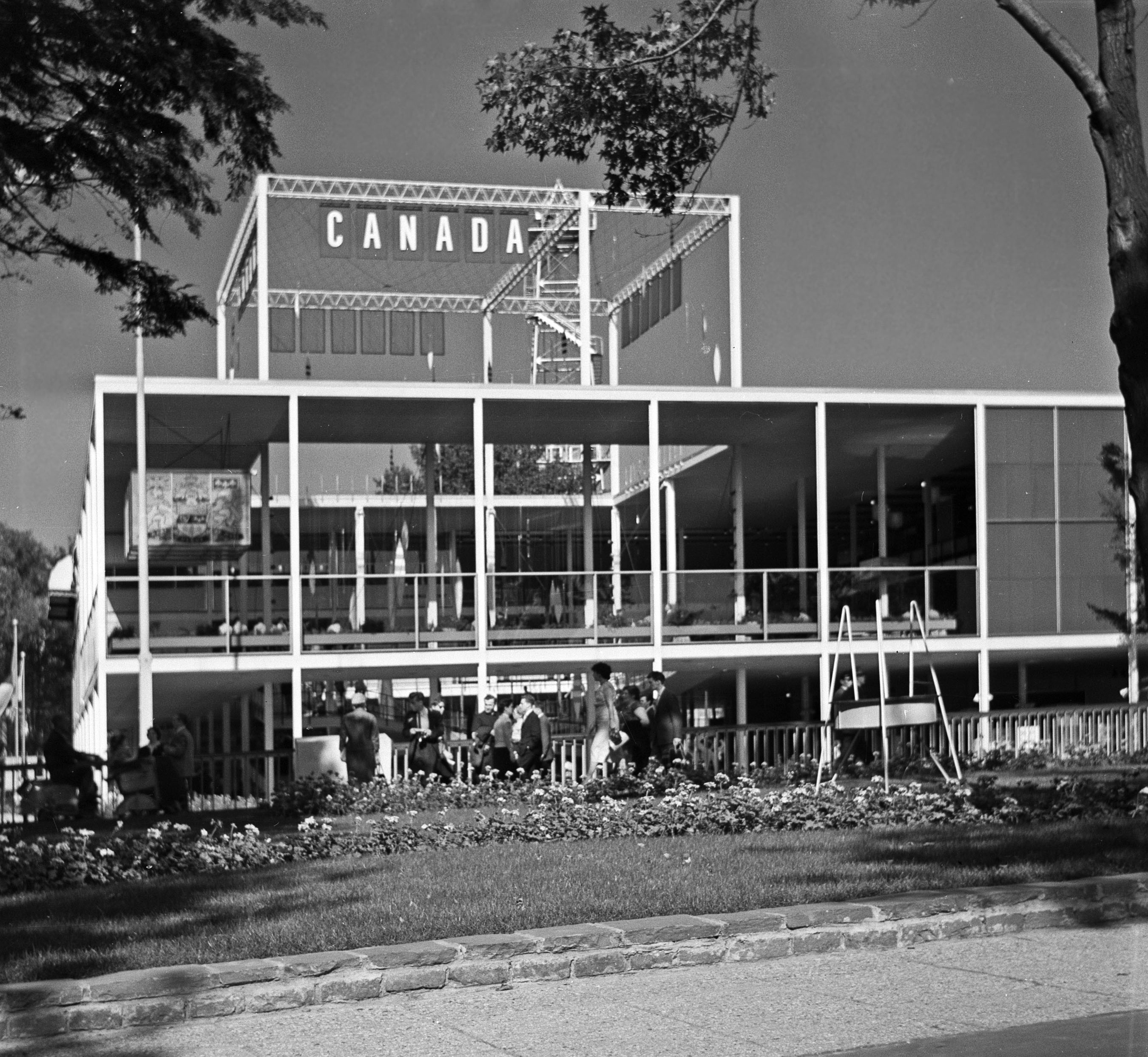
Pavillon Kanadas 1958

Architektur beherrschte das Gesamtbild der Ausstellung. Le Monde fasste die vorherrschende Meinung in dem Satz zusammen, „dass diese Ausstellung, zumindest was ihren ernst zu nehmenden Teil betrifft, eine Angelegenheit der Architekten ist“. Die Weltausstellung 1958 wurde auch als the fair of roofs bezeichnet, weil dank selbstgefälliger Ingenieurskonstruktionen Dächer dominierten. „Die Architekten der Brüsseler Schau verbannten die Wand aus ihrer Funktion als Raumabschluß und hängten die Dächer ihrer Ausstellungsbauten an Stützkonstruktionen auf. Viele Bauten der Brüsseler Weltausstellung sind Produkte der ‚architecture suspendue‘ – der sogenannten Schwebearchitektur.“ Ein Beispiel hierfür ist der Österreich-Pavillon. Er wurde mit dem Grand Prix ausgezeichnet.
Da die Ausstellungsorganisatoren keine Vorgaben bezüglich der Architektur gemacht hatten und die Raumzuweisung dem Konzept Gartenstadt folgte, standen die einzelnen Pavillons recht bezuglos nebeneinander. Kritiker bewerteten den Gesamteindruck unterschiedlich. Insgesamt überwogen die negativen Stimmen. „Angesichts so revolutionärer Vorläufer wie in London 1851 und in Paris 1889 muß[te] das Gesamturteil über die Brüsseler Ausstellung negativ ausfallen. Der größte Teil der Bauten ist nicht über das Niveau der letzten Ausstellungen vor dem Zweiten Weltkrieg in Paris und New York herausgekommen.“ Dennoch war die Weltausstellung, was die Pavillons im Einzelnen betrifft, eine Leistungsschau der zeitgenössischen Architektur.

## Ausgewählte Gebäude

### Atomium
Um den Leistungsstand der belgischen Stahlindustrie zu demonstrieren, entwarf André Waterkeyn das Atomium als Hommage an das Zeitalter der Schwerindustrie. Es ist eine der wenigen erhaltenen Bauten der Ausstellung, heute eine Sehenswürdigkeit Brüssels, und stellt die 165-milliardenfache Vergrößerung einer Elementarzelle eines Eisenkristalls dar. Da der Bau des Atomiums mit 1957 umgerechnet 15 Mio. DM doppelt so teuer war wie ursprünglich geplant, wurde für die Besichtigung des Gebäudes ein extra Eintrittsgeld von 30 Bfr erhoben. Im Inneren der Kugeln befanden sich Ausstellungen zum Thema Atomkraft, in der obersten Kugel ein Restaurant mit Aussicht über das Ausstellungsgelände.

### Poème électronique

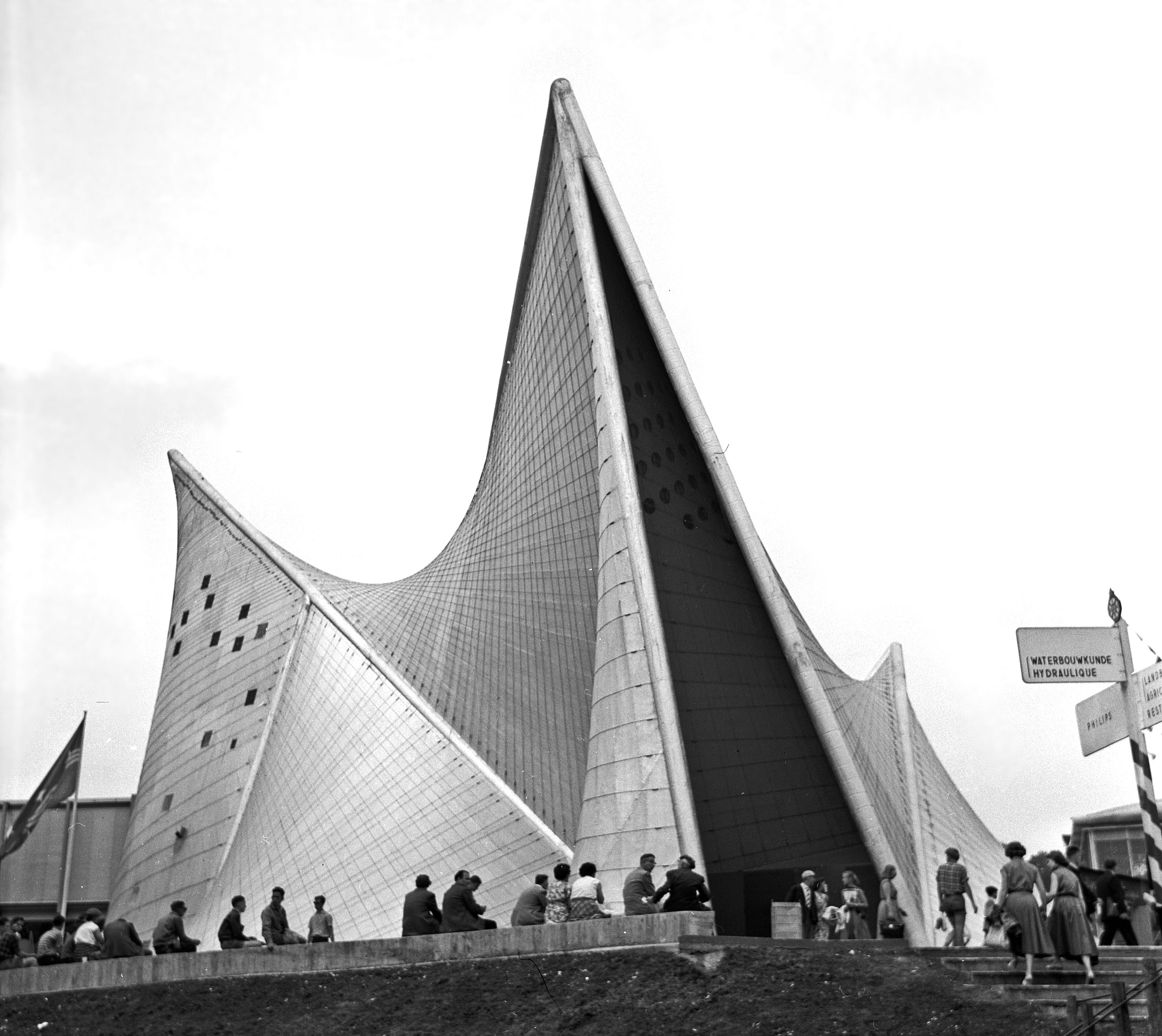
Das Elektronische Gedicht 1958

Das umstrittenste Gebäude auf der Weltausstellung war der Philips-Pavillon von Le Corbusier, auch als „Elektronisches Gedicht“ bezeichnet. Der „Höhepunkt der Extravaganzen in Brüssel“, eine spektakuläre Provokation, die als ein komplett asymmetrisches Bauwerk alle damaligen Sehgewohnheiten verletzte, so die moderne Beschreibung. „An der Spitze der architektonischen Kuriositäten“, ein Gebäude, in dem eine Multimediashow gezeigt wurde, die ihrer Zeit weit voraus war. „Einer der wenigen [Beiträge], die an der Weltausstellung auf die wesentlichen Möglichkeiten der Zukunft hinweisen“, so ein Schweizer Kritiker, der gleichzeitig die „allzu nachlässige Ausführung“ kritisierte. Le Corbusier hatte in Zusammenarbeit mit Edgar Varèse (Musik) und Iannis Xenakis (Design) einen Bau geschaffen, in dessen Innerem täglich Tausende einer acht Minuten langen Vorführung einer Komposition aus Licht, Farbe, Ton und Raum beiwohnen konnten. Der zeltartige Bau fasste 500 Besucher und war einzig und allein für diese Vorführung zu gebrauchen bzw. geschaffen. Der Bau selbst bestand aus mehreren im Boden verankerten Betonstreben, zwischen denen nach genauer mathematischer Berechnung kreuzförmig Rundeisen gespannt wurden, die dann sphärisch gekrümmte Netze bildeten. Auf diese Netze wurden passende Betonfertigteile gelegt, die von einem zweiten Drahtnetz gehalten wurden. Anschließend wurde das Bauwerk dann verputzt sowie mit einem silbernen Anstrich versehen.
Technische Basis der Präsentation waren unter anderem knapp 400 Lautsprecher und eine gesamte Verstärkerleistung von 3 kW. Dabei wurden aus ca. 350 Mittel-Hochton-Lautsprechern zehn getrennt schaltbare Gruppen gebildet. Dazu kamen 24 Tieftonlautsprecher, die in mit Dämmmaterial ausgekleideten Kästen aus Ziegelmauerwerk eingebaut waren.
Die Inhalte wurden von untereinander gekoppelten Magnetbandabspielgeräten, Film- und Diaprojektoren bereitgestellt.

Ca. 50 % der Wandfläche wurde als Projektionsfläche benutzt. Zwei Filmprojektoren dienten zum Abspielen des Bildmaterials auf je eine Wand. Dazu kamen nochmal zwei Projektoren mit Spezialoptiken, die lediglich Volltonfarbflächen darstellten.

Ein Magnetbandgerät stellte drei Tonspuren bereit, ein weites mit 15 Spuren diente zur Steuerung der Abläufe. Hierzu wurden die Spuren mit bis zu 12 verschiedenen Frequenzen bespielt, die dann beim Abspielen die gewünschten Vorgänge auslösten. Dazu kamen etliche Verstärker und Weichen zur Auftrennung der Steuersignale, Relais zum Umschalten der zehn Lautsprechergruppen, dem Schalten von farbigen Leuchtstoffröhren usw.
Bau, Betrieb und Rückbau sollen zwei Millionen Gulden gekostet haben.
Von 2004 bis 2005 wurde im Rahmen des Projektes Virtual Electronic Poem – The Audio Reconstruction erfolgreich versucht, das Klangerlebnis des Poème électronique zu rekonstruieren.

### Niederländischer Pavillon

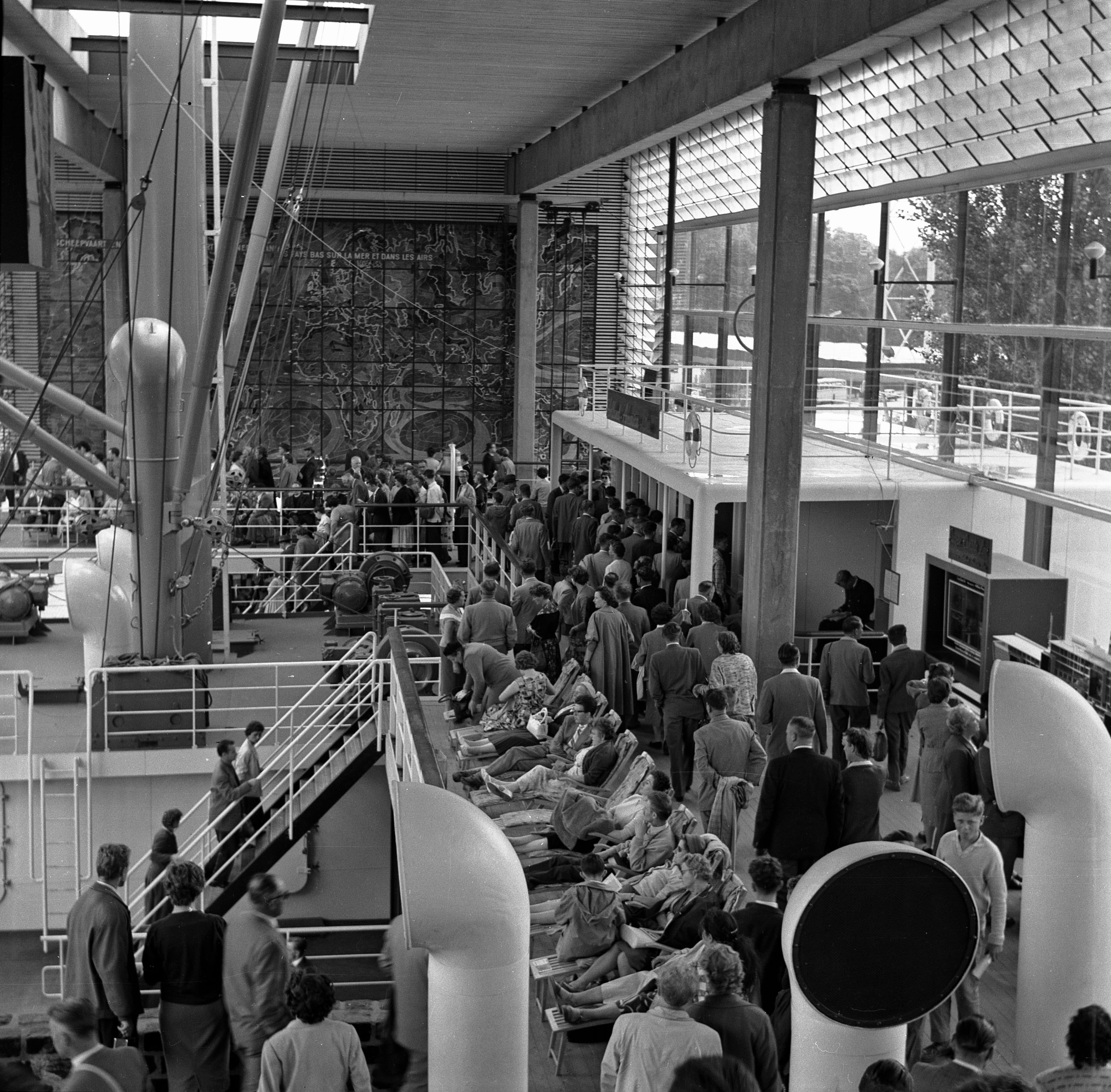
Der niederländische Pavillon 1958

Dem niederländischen Staat standen 25.000 m² Ausstellungsgelände zur Verfügung. Das Gelände, das von symbolischen Deichanlagen und Entwässerungsgräben durchzogen war, „… beeindruckte durch eine mehrgliedrige Pavillonanlage, die in Verbindung von sachlichem Charakter und sensibler Materialdifferenzierung ohne große Geste den hohen Standard der holländischen Architektur belegte.“ Dieser Pavillon war von den Architekten Johannes Hendrik van den Broek und Jacob Bakema entworfen worden und stand unter dem Motto „Der Mensch und das Meer“. In den Pavillonbau waren Teile eines Schiffes, ein Musterstall mit lebendem Vieh und ein Schaupumpwerk integriert. „Die Hallen waren Stahlskelettbauten, an den Giebelseiten geschlossen und seitlich verglast. Der Einzelne Baukörper erschien wie ein reiner Zweckbau. In den Beziehungen der Hallen, ihren unterschiedlichen Niveauhöhen, der Gesamtkonzeption mit Treppen, Wegen aus unterschiedlichen Pflasterungsmaterialien, mit dem Wasser und der Grünbepflanzung entstand ein architektonisches Meisterwerk.“

### Tschechoslowakischer Pavillon

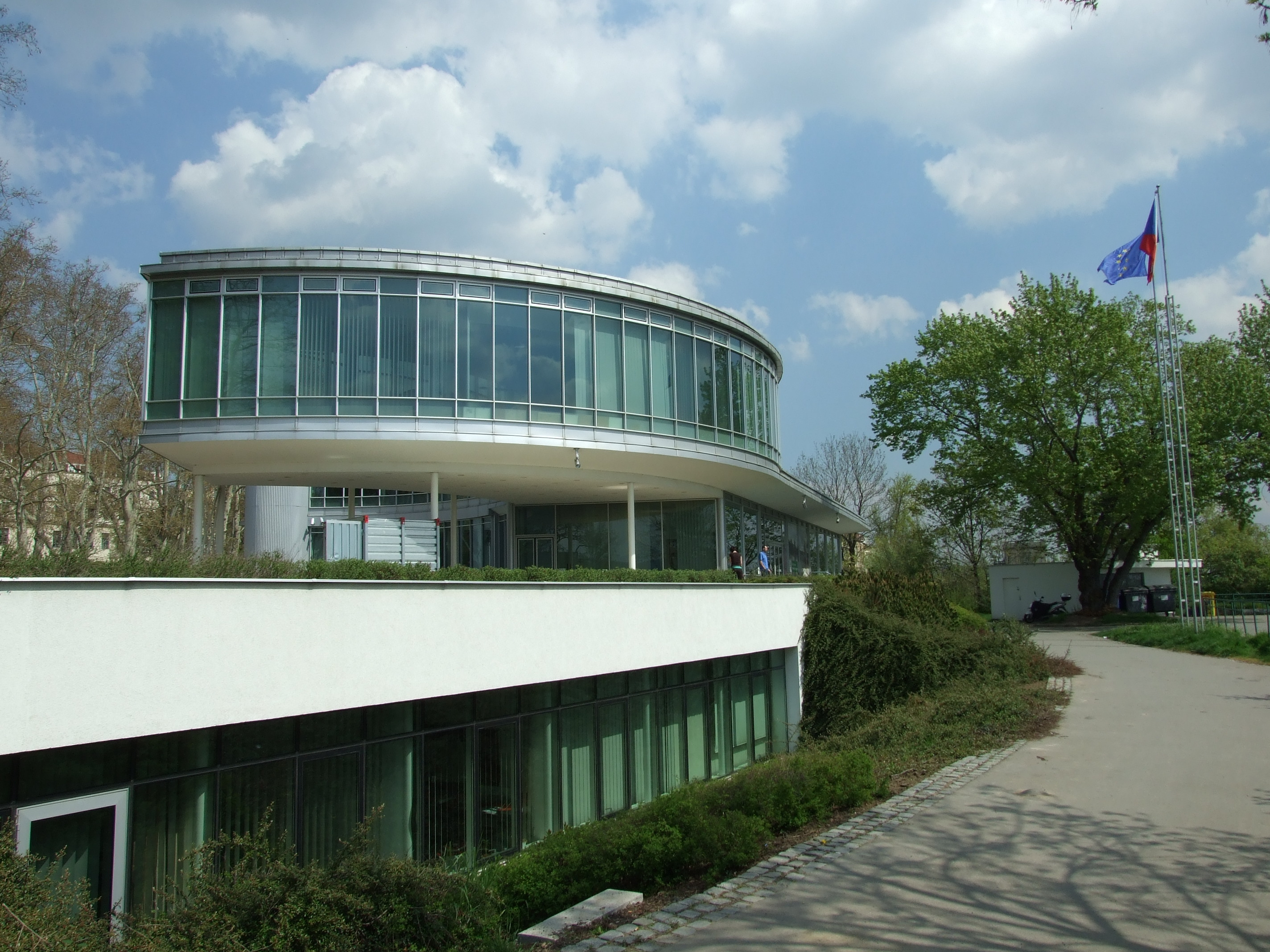
Das leicht veränderte und renovierte Restaurantgebäude des tschechoslowakischen Pavillons 2008 im Prager Letná-Park

Das meistausgezeichnete Gebäude war der tschechoslowakische Pavillon von František Cubr, Josef Hrubý und Zdeněk Pokorný, eine L-förmige Anlage mit einem extra Restaurantanbau.
„Drei fensterlose Baukörper […], die ganz mit einfarbigen Glasmosaikplatten verkleidet waren und durch zwei eingeschobene beidseitig verglaste Gänge verbunden wurden.“ Die Gebäude wurden nach Ausstellungsende an unterschiedlichen Orten in Prag wieder aufgebaut. Heute ist nur noch das ehemalige Restaurantgebäude auf dem Ausstellungsgelände erhalten. Teil des tschechoslowakischen Beitrags war auch das neu entwickelte avantgardistische Theater Laterna Magika, das im Pavillon aufgeführt wurde.

### Sowjetischer Pavillon

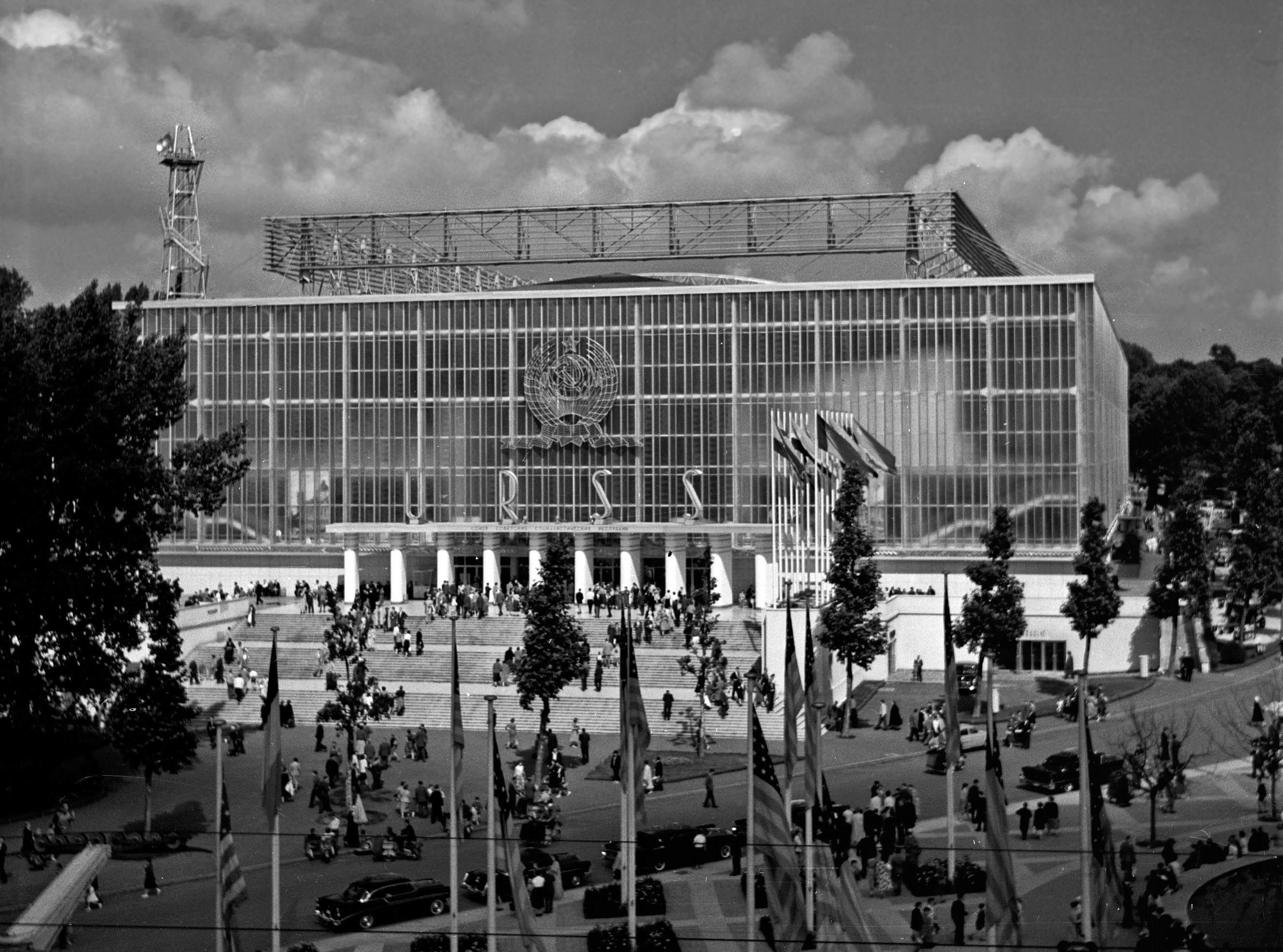
Sowjetischer Pavillon 1958

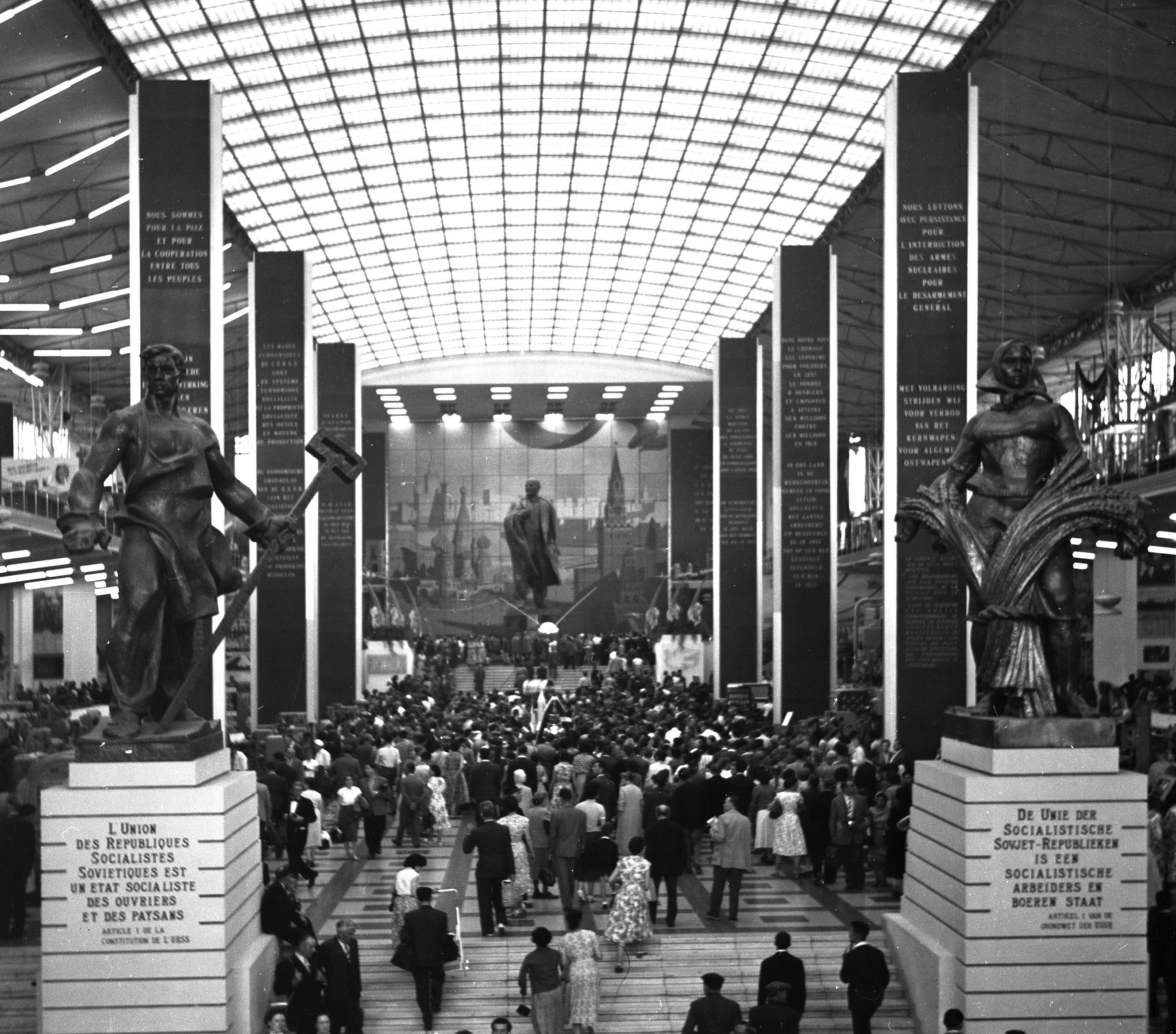
Das Innere des sowjetischen Pavillons 1958

Die Sowjetunion präsentierte sich erstmals auf einer Weltausstellung ohne Kolossalstatuen von Arbeitern vor ihrem Pavillon. Dank der Größe des Pavillons, mit einer Höhe von 21 m und einer Abmessung von 150 m auf 72 m der größte der internationalen Abteilung, waren die Statuen im Inneren zu finden. Die auf einem monumentalen Sockel platzierte rechteckige Halle besaß eine komplizierte Dachkonstruktion, bestand aus Aluminium, Stahl und Glas und war vom Architektenkollektiv Abramov, Boretski, Doubov und Polanski geplant worden. Großes Lob erhielt der Pavillon für seine von außen sichtbare klare Konstruktion. Andererseits wurde der Pavillon als ein „ungeheuerer Klotz“ oder „langweiliger riesiger Kasten“, der auch Assoziationen an einen Kühlschrank weckte, kritisiert.
Im Inneren ihres Pavillons zeigte die Sowjetunion auf zwei Ebenen Ausstellungen, die den hohen Entwicklungsstand der sowjetischen Gesellschaft belegen sollten. Mit Exponaten zu Wissenschaft und Technik, beispielsweise dem zivilen Düsenjet Tupolew Tu-104 und Modellen der Raumfahrttechnik, die sich als absoluter Publikumsmagnet erwiesen, stellte die Sowjetunion ihre 40-jährige Erfolgsgeschichte dar. Die repräsentative Limousine GAZ-13 Tschaika wurde hier erstmals der Öffentlichkeit gezeigt. Zahlreiche Objekte zur Schwerindustrie und zur Landwirtschaft rundeten die Schau ab. Insbesondere mit ihren vielfältigen kulturellen Aktivitäten, den Konzerten, Ballettaufführungen und Kunstausstellungen, erlangte die Sowjetunion ein hohes Maß an internationaler Anerkennung.

### Pavillon der USA

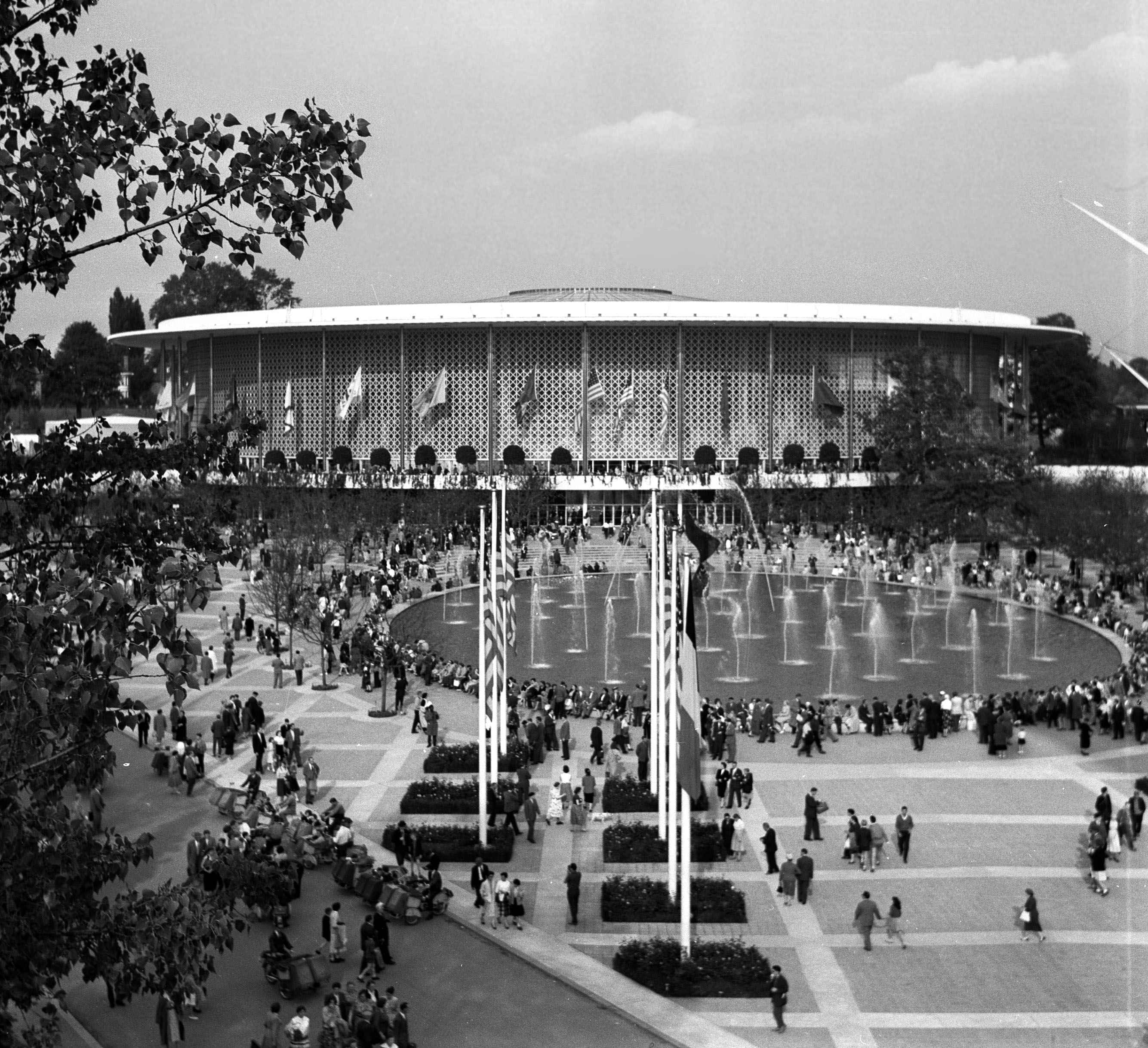
US-amerikanischer Pavillon 1958

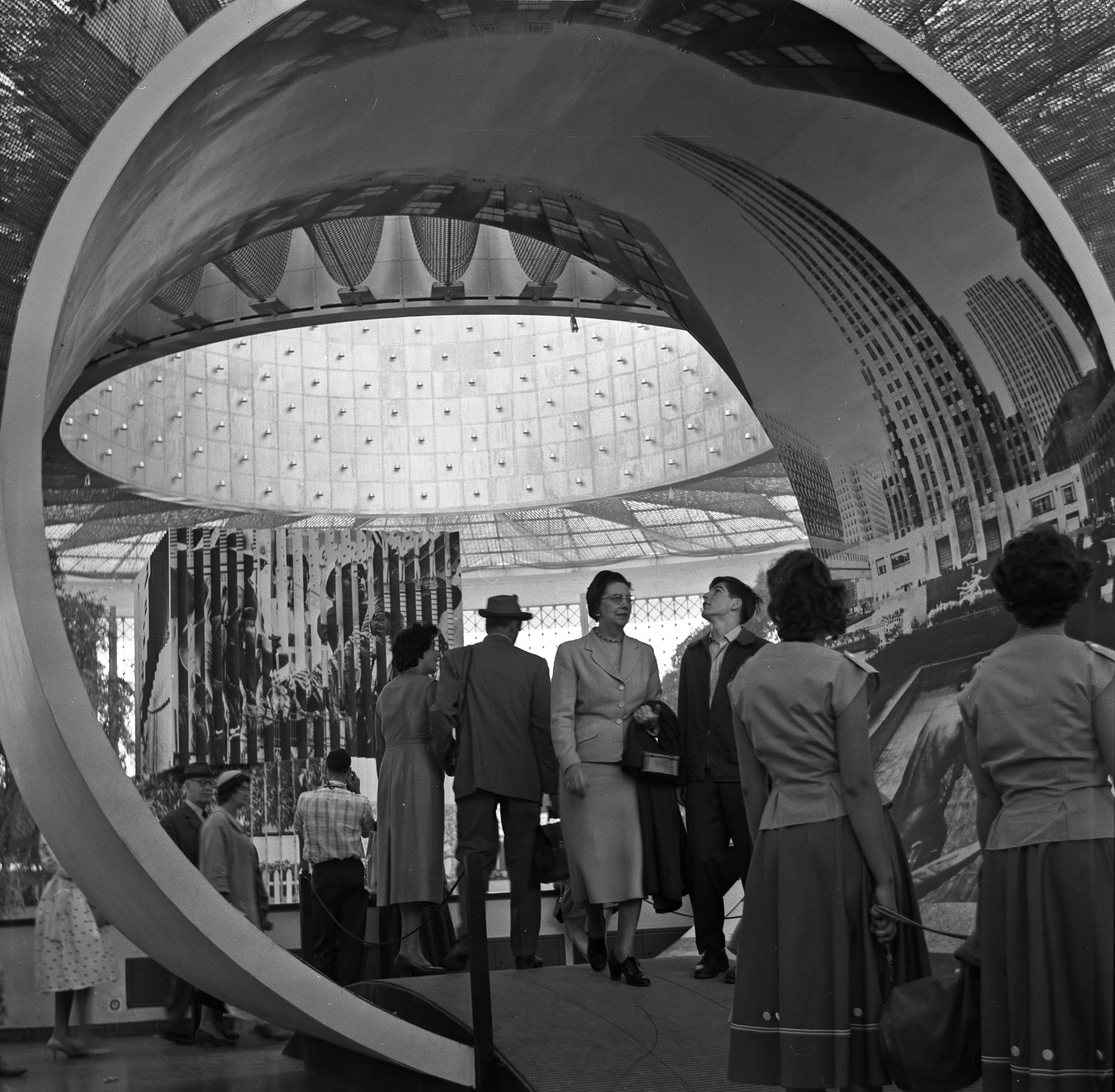
Das Innere des US-amerikanischen Pavillons 1958

Die Vereinigten Staaten bauten für die Weltausstellung einen Pavillon in Form einer monumentalen Trommel mit einer Höhe von 22 m und mit einem äußeren Durchmesser von 104 m. Als Architekt zeichnete Edward Durell Stone verantwortlich. Das Dach wurde von einem aufgespannten Stahlnetz gebildet, das mit Kunststoff abgedeckt war. Kleinteiliges Plastikgitterwerk, ein sogenannter Curtain Wall, bildete die Außenverkleidung des Pavillons. Dieses, ein wesentliches Stilelement der 1950er Jahre, empfanden viele Kritiker als sehr gelungen.
Das ideologische Ziel des US-Beitrages lässt sich als Werbung für den US-amerikanischen Kapitalismus mit seinem Massenkonsum umreißen. Das Hauptaugenmerk lag dabei auf Kultur und Unterhaltung. Ein großes Circarama (Rundumkino) mit dem extra von der Disney Company produzierten Film über die USA, America the Beautiful, stellte einen wichtigen Bestandteil dieses Konzeptes dar. Der amerikanische Pavillon wurde auch vom Symphonieorchester der Siebten Armee genutzt, um Konzerte zu geben. Leider sollten anfangs nicht einmal die Hamburger, die hervorragendsten Repräsentanten des American Way of Life und wichtiger Kulturvermittler, schmecken. Auch technische Innovationen wurden im geringeren Umfang als anfänglich geplant gezeigt, denn die Planung des Beitrags war stark von innenpolitischen Auseinandersetzungen beeinflusst. Ursprünglich sollte eine Ausstellung zu den bisher ungelösten sozialen Problemen der Südstaaten gezeigt werden. Der Kongress der Vereinigten Staaten, dem diese Ausrichtung missfiel, setzte deswegen noch in der Planungsphase eine erhebliche Reduzierung der Finanzmittel durch. Daher mussten viele Projekte, darunter die Beteiligungen an den international beschickten Ausstellungen, aufgegeben oder reduziert werden. Als kränkend empfanden die Amerikaner, dass die dadurch freigewordenen Ausstellungsflächen dann meist von der Sowjetunion übernommen wurden. Durch die Collage The Americans von Saul Steinberg, deren Gesamtlänge 70 Meter betrug, wurden Mode, Kapitalismus und das amerikanische Volk ironisch hinterfragt, was den US-amerikanischen Pavillon wesentlich weniger ideologisch als den sowjetischen wirken ließ.
Das Sockelgeschoss und ein Anbau des Amerikanischen Pavillons sind an ihrem Standort erhalten und dienen heute dem belgischen Radio 2 der Vlaamse Radio- en Televisieomroep.

## Schienenfahrzeugausstellung

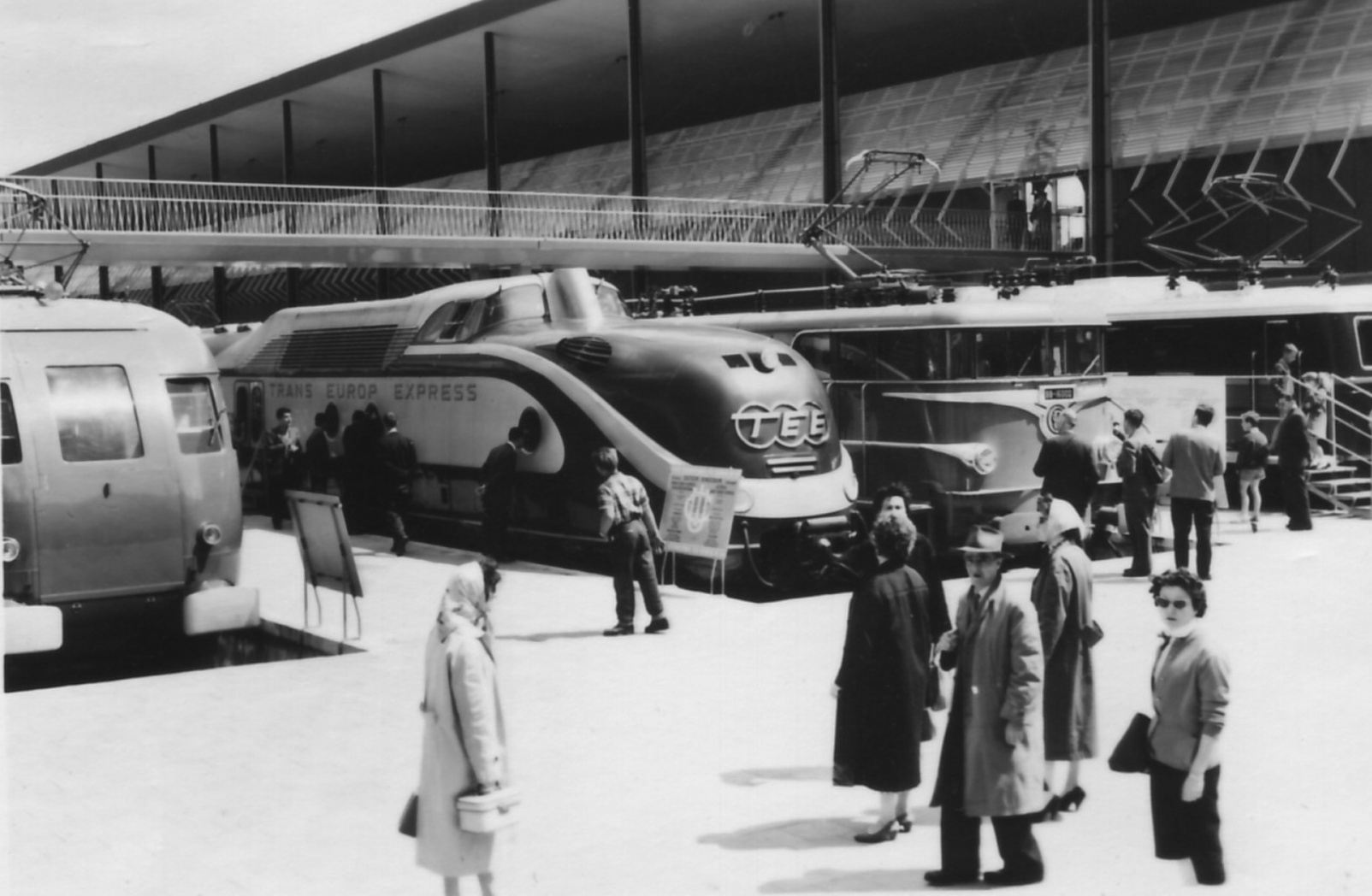
Eisenbahnausstellung an der Expo 58: von links nach rechts: FS ALe 840, DB VT 11.5, SNCF BB 16000 und ÖBB 1050.

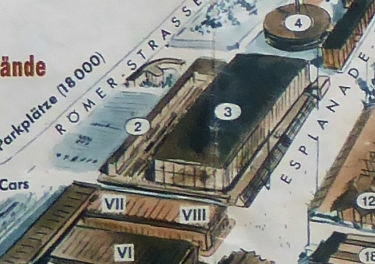
Ausschnitt aus dem Übersichtsplan mit der Eisenbahnausstellung (Nr. 2) und dem Pavillon für das Transportwesen (Nr. 3)

Der Internationale Eisenbahnverband (UIC) organisierte eine Ausstellung von Schienenfahrzeugen in Form eines Parc des Chemins de Fer, der sich am nördlichen Rand des Geländes neben dem Transport-Pavillon befand. Weil das Ausstellungsgelände über keinen Gleisanschluss verfügte, wurden die Fahrzeuge in Bruxelles-Ouest/Brussel-West gesammelt, dann zu dem Ausstellungsgelände am nächsten gelegenen Kleinbahnhof Jette gebracht und von dort auf der Straße zum Ausstellungsgelände transportiert. Die Straßentransporte wurden von der Deutschen Bundesbahn (DB) zusammen mit der französischen Société de contrôle et d'exploitation des transports auxiliaires (SCETA) durchgeführt.
Es wurden die folgenden Fahrzeuge präsentiert:
Belgien
Nationale Gesellschaft der Belgischen Eisenbahnen (SNCB):
- Elektrolokomotive Reihe 122
- Diesellokomotiven Reihen 201 und 204
- Personenwagen 2. Klasse für den Regionalverkehr Typ M2
- Güterwagen: ein Flachwagen mit Drehgestellen, en Kühlwagen und ein Containertragwagen

Deutschland
Deutsche Bundesbahn (DB):
- Elektrolokomotiven E 10 und E 50 028
- Diesellokomotive V 200
- Trans-Europ-Express-Triebzug VT 11.5 (Triebkopf und ein Zwischenwagen)
- Akkumulatortriebwagen ETA 150
- Reisezugwagen 1./2. Klasse AB4ümg
- zweistöckiger geschlossener Wagen für Autotransporte im Reisezug DPw4ümg-56[44]
- neun Spezialgüterwagen, davon:
  - Schiebedachwagen Kmmgks 58
  - Hubkippwagen Ommu 56
  - Portalwagen System Talbot DB 219
  - Gedeckter Selbstentlader Ktmm 60
  - Lastrohrwagen des Arbeitskreises Amphibischer Verkehr
  - Zweiweggüterwagen Owp 175 und Owp 176
  - fünfteiliger Gliederzug für LKW-Transport

Österreich
Österreichische Bundesbahnen (ÖBB):
- Zweifrequenz-Elektrolokomotive 1050

Frankreich
Société nationale des chemins de fer français (SNCF)
- Einphasenwechselstrom-Lokomotive BB 16002
- Dieselelektrische Lokomotiven 040-DE und 060-DB
- Vororttriebwagen für Gleichstrombetrieb Z 5100 mit Steuerwagen ZS 15100
- INOX-Wagen 1. Klasse A8myfi
- Liegewagen 2. Klasse B 10 c 10
- Dieseltriebwagen X 2800
- Wagenschieber Lorytrac
- acht verschiedene Güterwagen:
  - drei offene Güterwagen der Hersteller Uerdingen, Soulé und Arbel
  - ein gedeckter Güterwagen
  - ein Flachwagen
  - ein Tiefbettwagen HMy für den Transport von LKWs, Hersteller: Frangéco
  - ein Taschenwagen System Kangourou, Hersteller: Lorraine-Dietrich
  - ein zweistöckiger offener Autotransportwagen

Régie autonome des transports Parisiens (RATP)
- Luftbereifter-Wagen der Métrolinie 2 in Paris

Indonesien
Djawatan Kereta Api Republik Indonesia  (DKARI)
- vierachsige dieselhydraulische Lokomotive der Reihe 300 für Kapspur

Italien
Ferrovie dello Stato (FS)
- dieselelektrische Lokomotive D.341.103 und dieselhydraulische Lokomotive D.342
- Elektrotriebwagen ALe 660
- Dieseltriebwagen ALn 668 und ALn 773
- Schlafwagen 1. und 2. Klasse ABcz 64 300

Niederlande
Nederlandse Spoorwegen (NS)
- gedeckter Standardgüterwagen

Schweden
Trafikaktiebolaget Grängesberg-Oxelösund Järnvagar (TGOJ)
- offener Zweiseitenkipper

Schweiz
Schweizerische Bundesbahnen (SBB)
- Elektrolokomotive Ae 6/6 11427[45][46] und Zweifrequenz-Rangierlokomotive Ee 3/3 II 16504
- Salonwagen 1. Klasse und Einheitswagen EW I 1. Klasse
- Silowagen Typ O 77 000 aus Leichtmetall

Spanien
Red Nacional de los Ferrocarriles Espanoles (Renfe)
- zwei Elemente eines Talgo-Zuges
- ein Transfesa-Kühlwagen mit austauschbaren Achsen für die Umspurung für den Verkehr Spanien–Großbritannien

Tschechoslowakei
- Gasturbinenlokomotive TL 659.001 von Škoda

Compagnie Internationale des Wagons-Lits (CIWL)
- Schlafwagen Bauart P

### Achterbahnen
Bei der Expo 58 wurden auch vier Achterbahnen ausgestellt.
| Name            | Typ                        | Hersteller   |
| --------------- | -------------------------- | ------------ |
| Big Dipper      | Holzachterbahn             | John Collins |
| Monorail Éclair | Single-Rail Coaster        | unbekannt    |
| Souris folle    | Holzachterbahn, Wilde Maus | Mack Rides   |
| Train Fantôme   | Dunkelachterbahn           | unbekannt    |

## Rivalität der Supermächte

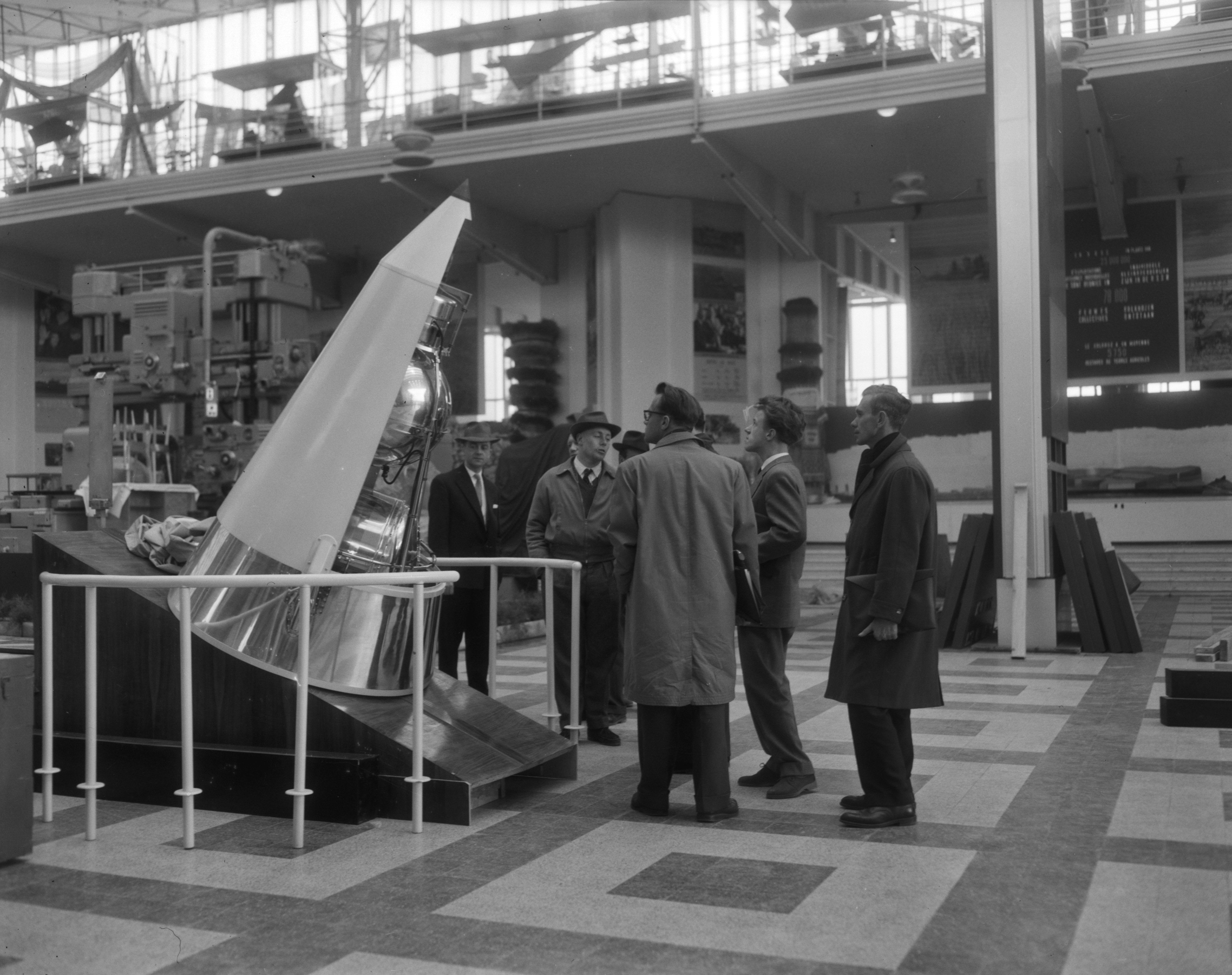
Sputnik 2 im sowjetischen Pavillon

Ein beherrschendes Moment der Rivalität der beiden Supermächte – nicht nur auf der Weltausstellung – lag in der Raumfahrttechnologie bzw. dem Wettlauf ins All. Die Raumfahrttechnologie galt als eine der zukünftig wichtigen Technologien, daher war ihre Beherrschung mit besonderem Prestige verbunden. Der Sowjetunion gelang es sechs Monate vor Beginn der Weltausstellung, erstmals einen Satelliten erfolgreich ins All zu befördern, was als Sputnikschock in die Geschichtsbücher einging. Die Amerikaner schafften es erst nach mehreren Fehlstarts im Februar 1958 durch den Explorer 1, mit der Sowjetunion gleichzuziehen. Mit originalgetreuen Modellen der Sputnik-Satelliten und dem Abspielen des Sputnik-Signals in ihrem Pavillon schlachtete die Sowjetunion diesen Erfolg aus. Dank dieser Attraktion war der sowjetische Pavillon der meistbesuchte auf der Weltausstellung, für dessen Besuch das Publikum bis zu zwei Stunden Wartezeit in Kauf nahm.
Eine wenig bekannte Tatsache ist, dass in diesem Zeitraum eine weltweite wissenschaftliche Zusammenarbeit stattfand, die auch die USA und die Sowjetunion zusammenführte.

## Brüssel und die Atomkraft
Die 1953 von Präsident Eisenhower gehaltene Rede Atoms for Peace ist als die Initialzündung eines Politikwechsels der USA zur friedlichen Nutzung der Atomkraft anzusehen. Die dazu neu aufgelegten zivilen Programme, die Genfer Atomkonferenz 1955 und die damit einhergehende Aufbruchsstimmung und Euphorie beeinflussten die Planungen für die Weltausstellung bereits sehr stark. So wurden die Entwicklungspotentiale der Atomkraft allgemein ausgesprochen positiv eingeschätzt. Man glaubte mit der Atomkraft eine unerschöpfliche und billige Energiequelle für die Zukunft zu haben, die selbst Autos und Lokomotiven antreiben könne. Quer durch alle politischen Lager waren diese Ansichten und noch unrealistischere Hoffnungen verbreitet. Die Atomtechnologie symbolisierte den technischen Fortschritt zur Überwindung aller Energieprobleme der Menschheit. Die neue Atomtechnologie wurde mit all ihren erwarteten Möglichkeiten in Brüssel erstmals öffentlich ausgestellt. Sie fügte sich genau in das Ausstellungskonzept „Fortschritt der Menschheit durch Fortschritt der Technik.“ Nachdem mit dem Kernkraftwerk Obninsk in der Sowjetunion das erste stromliefernde Atomkraftwerk 1954 in Dienst gestellt worden war, reifte der Plan, einen Teil des Strombedarfs der Weltausstellung von einem neu erbauten belgischen Atomkraftwerk zu liefern. Dieser Plan, der die beste Demonstration des zivilen Nutzens der Atomkraft gewesen wäre, musste aufgrund ernstzunehmender Sicherheitsbedenken aufgegeben werden.
Die Beherrschung der Kernkraft galt damals als der entscheidende Maßstab für das technische Niveau eines Industrielandes. Daher stellten viele Nationen in ihren Beiträgen ihre Programme und Visionen in Hinblick auf die zukünftige Nutzung der Atomkraft dar. Belgien beispielsweise hatte wegen der Uranvorkommen in seiner Kolonie Kongo ein sehr ambitioniertes Atomprogramm. Mit einem arbeitenden Versuchsreaktor und mit „künstlichen Händen“, Gerätschaften zum Arbeiten mit strahlendem Material über Entfernung, lieferten die USA der Weltausstellung eine Attraktion. Großbritannien stellte Modelle seines 1956 in Betrieb gegangenen Kernkraftwerks Calder Hall und anderer Projekte in einer eigens dafür errichteten Halle aus. Die Sowjetunion zeigte Modelle atombetriebener Eisbrecher und ihrer Atomkraftwerke. Die Weltausstellung hatte daher streckenweise den Charakter einer Werbeveranstaltung für die friedliche Nutzung der Kernenergie.

## Kolonialausstellung
Einen großen und vielbesuchten Teil der Ausstellung machte die belgische Kolonialausstellung zum Kongo und Ruanda-Urundi aus. Ein Anlass für die besonders prächtige Gestaltung der Kolonialausstellung war das 50-jährige Jubiläum der Regierungsübernahme des Staates Belgien im Kongo. Die Kolonialausstellung stand in der Tradition der belgischen Weltausstellungen von 1910, 1913, 1930 und 1935, bei denen jeweils Bereiche mit eigenem Pavillon für den Kongo bestanden hatten. Auch das heute als Königliches Museum für Zentral-Afrika in Tervuren bestehende Gebäude war von Leopold II. zur Weltausstellung 1897 errichtet worden, um seinen Kongo-Freistaat anzupreisen.
Die Kolonialausstellung auf der Expo 1958 umfasste sieben moderne Pavillons: Den Pavillon für Kongo und Ruanda-Urundi, den Pavillon für Landwirtschaft, den Pavillon für die katholische Mission, den Pavillon für kongolesische Fauna, den Pavillon für Versicherungen, Banken und Handel, den Pavillon für Minen und Metallerzeugung und den Pavillon für Energie, Bauwesen und Transport. Ein Garten mit tropischen Pflanzen beherbergte außerdem eine als village indigène bezeichnete Völkerschau.
Während der Ausstellung wurde ein umfangreiches Programm geboten. Die kongolesische Tanzgruppe Changwe Yetu, die eigens für die Expo 1958 aufgebaut worden war, bot vielbeachtete Aufführungen dar. Der als Les troubadours du Roi Baudouinaus benannte kongolesische Chor reiste für die Expo 1958 nach Europa. Er trat mit seinem Missa Luba regelmäßig auf der Ausstellung auf und gastierte nebenbei noch in einigen benachbarten Städten und Ländern. Für Paraden und andere Auftritte, vor allem auf der Ausstellung, waren 312 Soldaten der Force Publique, der belgischen Kolonialarmee mit afrikanischen Mannschaften und ausschließlich belgischen Offizieren, nach Belgien gebracht worden. Im Pavillon für Kongo und Ruanda-Urundi waren 20, eigens nach Brüssel kommandierte, kongolesische Militärangehörige der Force Publique mit Aufsichtsdiensten beauftragt. Insgesamt waren knapp 700 Afrikaner und Afrikanerinnen aus den belgischen Kolonien mit oder ohne Aufgaben zur Expo 1958 in Brüssel anwesend.

### Village indigène
Das als Village indigène konzipierte Gelände, ein mit einem Zaun abgegrenzter Bereich mit einigen Häusern, sollte das „wirkliche Leben“ in einem typischen Dorf im Kongo darstellen. Dazu waren ca. 15 kongolesische Kunsthandwerker als Darsteller ausgewählt worden, denen Ausstellungsbesucher bei der Ausführung ihrer handwerklichen Tätigkeiten und Verrichtungen von Dingen des „täglichen Lebens“ zuschauen konnten. Die Darsteller trugen scheinbar traditionelle Trachten und wurden von einigen Frauen und Kindern flankiert, um ein realistischeres Bild zu suggerieren. Nachdem Zuschauer versucht hatten, die Darsteller zu „füttern“, begannen diese gegen ihre Vorführung als Exoten zu rebellieren. Daraufhin wurde diese unzeitgemäße Vorführung abgebrochen, die als Darsteller verpflichteten Afrikaner mussten in den Kongo zurückkehren und das village indigène blieb ab diesem Zeitpunkt (Ende Juli 1958) leer.

## Der bundesdeutsche Beitrag

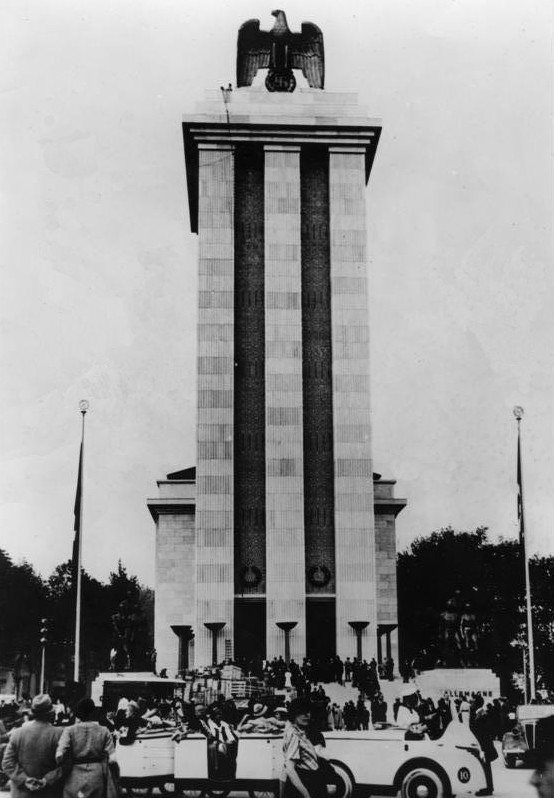
Deutsches Haus 1937 Weltausstellung Paris

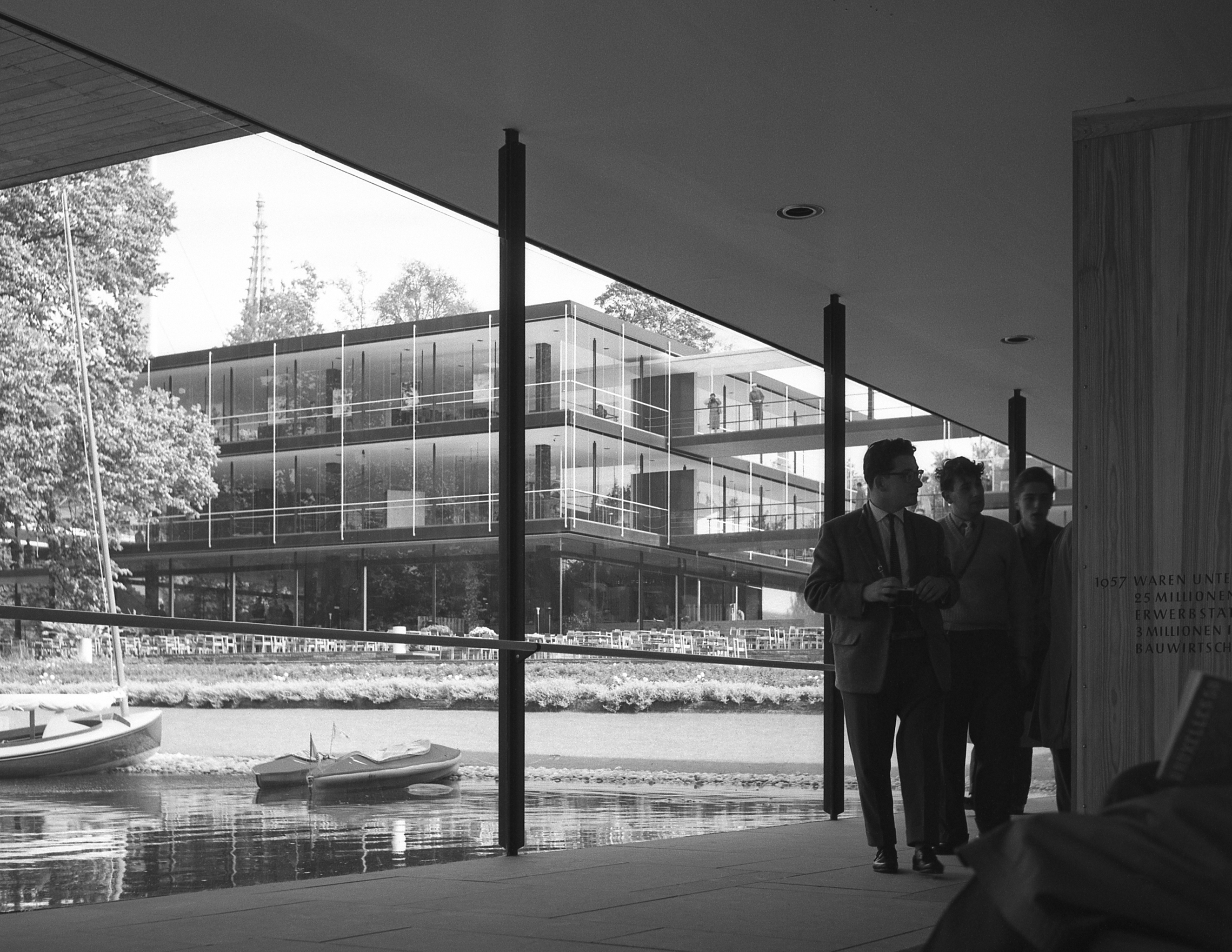
Blick auf den deutschen Pavillon 1958

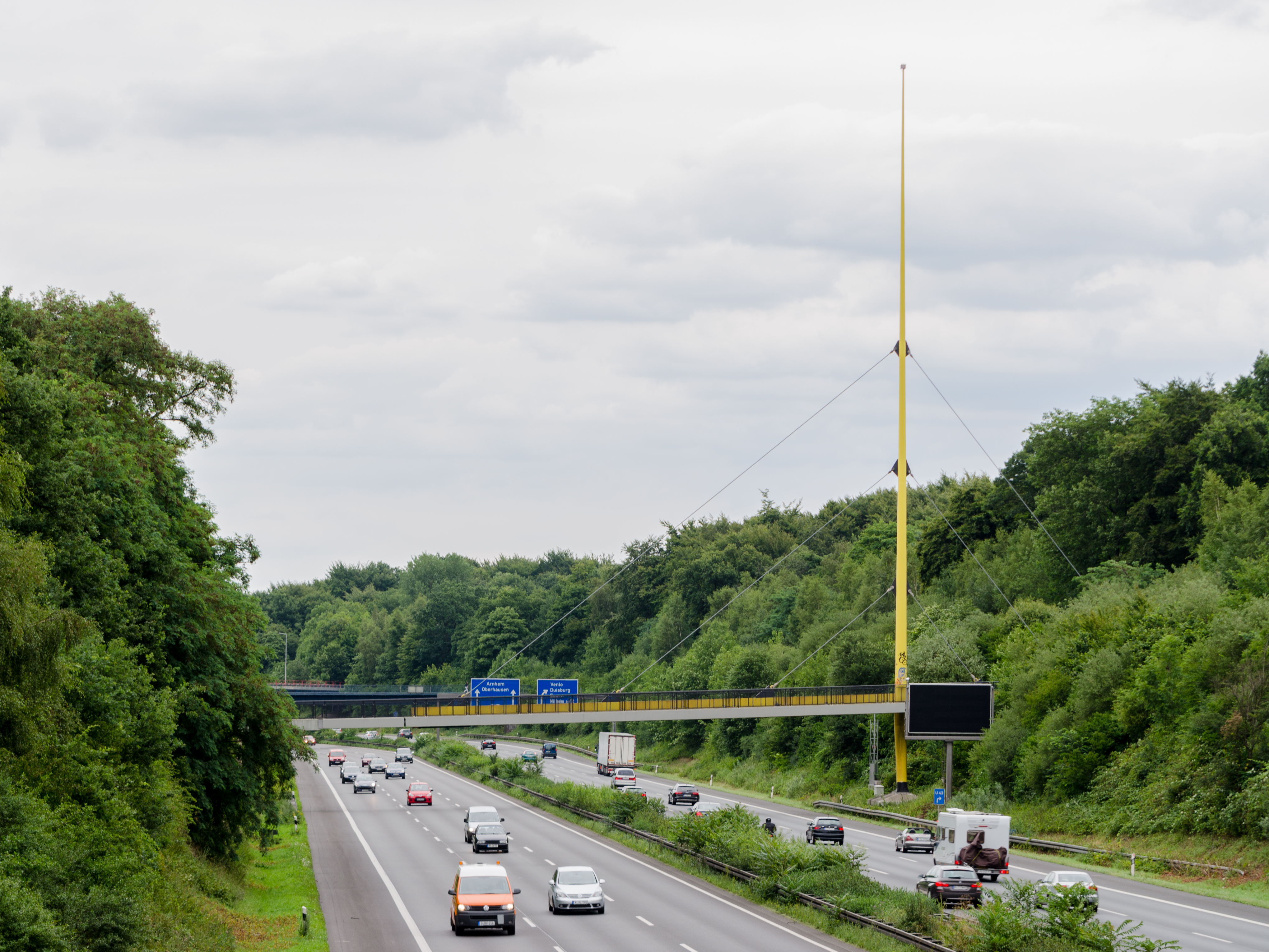
Die Expo-Brücke führt heute über die Bundesautobahn 3 in Duisburg

Die Bundesrepublik Deutschland wurde am 8. Juli 1954 durch den belgischen Botschafter eingeladen, an der Weltausstellung in Brüssel teilzunehmen. Die Entscheidung zur Teilnahme an der Weltausstellung war für die belgische Seite eine generöse Geste, für die bundesdeutsche Seite eine Gratwanderung. Neun Jahre nach Ende des vom Deutschen Reich zu verantwortenden Zweiten Weltkriegs und seinen Folgen schien eine deutsche Beteiligung an einer Weltausstellung politisch heikel. Besonders der Auftritt des Dritten Reiches auf der Weltausstellung in Paris 1937 mit dem Speerschen Pavillon, genannt Deutsches Haus, und seinem politischen Machtanspruch war international noch nicht vergessen. Allein diese Punkte machten den ersten deutschen Beitrag auf einer Weltausstellung nach dem Zweiten Weltkrieg zu einem Politikum.
Eine große außenpolitische Brisanz hatte auch die innenpolitisch weitverbreitete Forderung Theodor Oberländers, dass „[d]ie Dreiteilung Deutschlands … im Mittelpunkt der deutschen Aussagen stehen“ sollte. Diese Position erhob den Anspruch, das ganze Deutschland allein zu vertreten und implizierte damit die „Nichtanerkennung“ der DDR. Dies lief auch auf die Forderung nach Wiedervereinigung beider deutschen Staaten und die Rückgabe der sogenannten deutschen Ostgebiete hinaus, was zu dem Zeitpunkt einen außerordentlichen außenpolitischen Affront gegenüber den Alliierten bedeutet hätte.
Heftig diskutiert war auch die Frage, wie eine internationale Selbstdarstellung der jungen Bundesrepublik aussehen sollte. Die Frage, ob in Brüssel eine deutsche Leistungsschau, in der das Wirtschaftswunder und andere Spitzenleistungen der bundesdeutschen Industrie dargestellt werden, gezeigt werden sollte, war daher sehr umstritten. Das Bundeskabinett diskutierte lange und kontrovers, bis am 18. März 1955 Bundeskanzler Konrad Adenauer die Zusage übermittelte. Als das Bundeskabinett die Zustimmung zur Teilnahme gab, hatte es keinerlei Vorstellungen davon, wie der deutsche Beitrag aussehen sollte. Da es „die erste Möglichkeit, … die kulturellen, wirtschaftlichen und politischen Parameter einer neuen deutschen Republik im internationalen Rahmen zu präsentieren“ war, also die Chance, internationales Renommee wiederzugewinnen, sich als „gleichberechtigte“ Nation darzustellen und im Rahmen internationaler Zusammenarbeit neues Vertrauen in die Bundesrepublik zu schaffen, sagte man zu. Es wurde der erste große repräsentativ angelegte internationale Auftritt der Bundesrepublik, die durch den Eintritt in die NATO 1955 gerade erst ihre volle staatliche Souveränität wiedererlangt hatte.
Nach der Zusage des Bundeskanzlers wurden am 20. Juli 1955 per Kabinettsbeschluss die wichtigsten Aufgaben verteilt. Dabei berief man den ehemaligen Bremer Senator Hermann Wenhold als Generalkommissar. Mit der Durchführung aller organisatorischen Aufgaben betraute das Kabinett die Nordwestdeutsche Ausstellungsgesellschaft mbH (NOWEA), Düsseldorf. Die Bauten erfolgten durch die Bundesbaudirektion. Anfang 1956 konstituierte sich der Beirat des Generalkommissars, in dem die inhaltliche Ausgestaltung des bundesdeutschen Beitrags beraten und vorbereitet werden sollte. Der bundesdeutsche Beitrag kostete ca. 18 Millionen DM.
Im Januar 1956 war die Entscheidung für das Baugelände gefallen. Für die Gestaltung wurde Marie Marcks berufen. Im Sommer 1956 wurden die Architekten Sep Ruf und Egon Eiermann mit der Planung betraut, Walter Rossow war für die Gärten zuständig. Bis Dezember 1956 entstanden realisierbare Entwürfe für eine Pavillonanlage, die zu fertigen Bauplänen überarbeitet wurden. Die Erdarbeiten in Brüssel begannen im Februar 1957, der Innenausbau erfolgte ab Jahresende 1957. Am südlichen Rande des Weltausstellungsgeländes, an einem Hang mit altem Baumbestand, lag das bundesdeutsche, 18.000 m² große Gelände. Dort schufen die Architekten eine Anlage mit acht verschieden großen rechteckigen Pavillons, die um einen Hof herum miteinander durch Stege verbunden waren.
Die Pavillons waren jeweils ein- bis zweigeschossig und, ebenso wie die Verbindungsstege, rundum verglast und wirkten damit sehr transparent. Sie waren ein vollkommener symbolischer Gegenentwurf zum Speerschen Pavillon von 1937. Der Zugang zu den bundesdeutschen Pavillons erfolgte vom Hang im Nordosten durch eine Brücke, die selber Ausstellungsstück war. Diese Brücke, eine 57 m lange, von einem Pylon gehaltene Stahlhängekonstruktion war von der Eisen- und Stahlindustrie gestiftet worden und wurde nach der Ausstellung in Duisburg wieder aufgebaut. Dort quert die Bundesautobahn 3 auf Höhe des Duisburger Stadtwalds als Teil des Forsthausweges. Die Expo-Brücke steht seit 1987 unter Denkmalschutz. Insgesamt wurden 6.000 m² Fläche für die Gebäude genutzt, das restliche Gelände wurde zu einem Garten umgestaltet. Der Garten wurde mit einem künstlichen Teich in der Mitte zwischen den Pavillons versehen und es wurden einige Skulpturen aufgestellt.

## Sonstiges

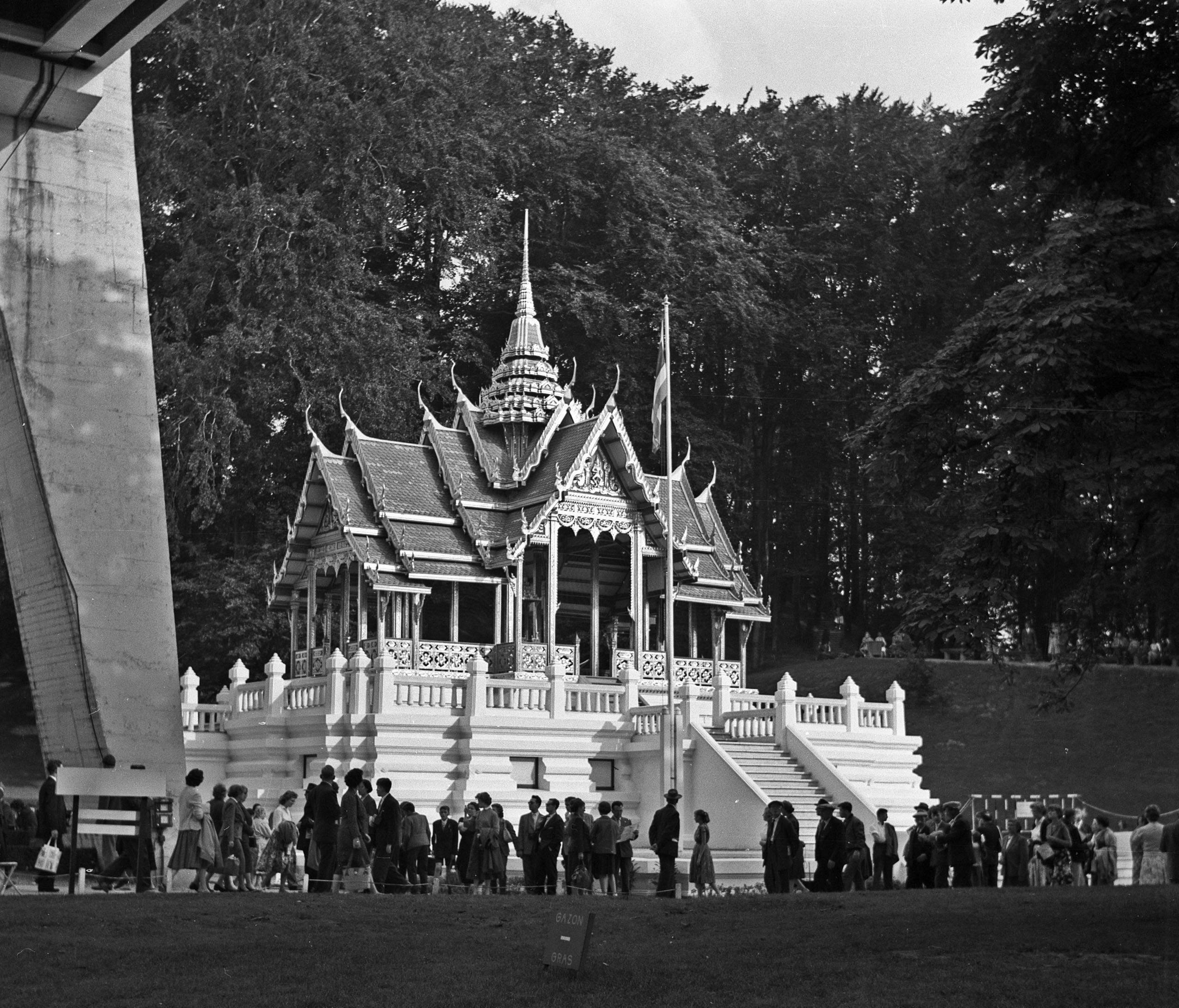
Thailändischer Pavillon

- Der jugoslawische Pavillon ist, neben dem österreichischen Pavillon, der in Wien wiederaufgebaut wurde, eines der wenigen Gebäude der Ausstellung, das vollständig erhalten geblieben ist. Er wurde 1958 abgebaut, in Wevelgem wiederaufgebaut und dient dort seitdem als Schule Sint-Pauluscollege.
- Der Thailändische Pavillon war eine Kopie des Phra Tinang Aporn Phimok Prasat Pavillon des Großen Palastes in Bangkok.
- In der Duisburger Liebfrauenkirche wurden Glasfenster, Baldachin und zahlreiche andere Einrichtungsgegenstände aus dem als Vatikankirche bezeichneten Pavillons des Vatikans wiederverwendet.[71]
- Das Ausstellungslogo, ein unregelmäßiger fünfzackiger Stern, in dem eine stilisierte Darstellung des Brüsseler Rathauses abgebildet ist und der von einer Kugel und der Zahl 58 flankiert wird, wurde vom belgischen Designer Lucien De Roeck entworfen.[72]
- Zur Weltausstellung wurde 1958 von der Belgischen Nationalbank eine 50.- Bfr Münze mit dem Ausstellungslogo ausgegeben.[73]
- Die Postverwaltung der Vereinten Nationen und die Belgische Post gab eine extra Briefmarkenserie anlässlich der Ausstellung heraus, die im UNO Pavillon erworben werden konnte und nur an den dortigen Schaltern Gültigkeit besaß.[74]
- Zwischenfall um Mozarts Requiem. Auf der Weltausstellung wurde auch das Autograph von Mozarts Requiem ausgestellt. Irgendwann wurde ein kleines Stück eines der letzten Notenblätter, die von Mozart eigenhändig geschrieben waren, von einem unbekannten Täter herausgerissen.[75]
- Der letzte öffentliche Auftritt des Jazzmusikers Sidney Bechet fand im August 1958 auf der Ausstellung statt. Der Auftritt wurde aufgezeichnet und als Album Brussels Fair '58 (live) 1958 veröffentlicht.
- Die jungen kongolesischen Journalisten Patrice É. Lumumba, Évariste Kimba, Joseph Iléo und Joseph-Désiré Mobutu, die im Juli 1958 an der im Rahmen der Weltausstellung stattfindenden Konferenz der kolonialen Presse teilnahmen, spielten später eine wichtige Rolle in der Unabhängigkeitsbewegung des Kongos.[76]
- Die tschechoslowakische Verfilmung des Romans Die Erfindung des Verderbens (tsch. Vynález zkázy, 1957) von Jules Verne unter der Regie von Karel Zeman wurde als bester Film auf der Expo ausgezeichnet.[77]
- Das von Leopold III. initiierte, von Henri Storck produzierte, von Ernst Schäfer geschriebene und von Heinz Sielmann gefilmte Werk Les Seigneurs de la forêt / Herrscher des Urwaldes über die Natur im Belgischen Kongo wurde nicht rechtzeitig zur Expo 1958 fertig. Der im Cinemascopeverfahren gedrehte Film wurde in den folgenden Jahren ein internationaler Erfolg.[78]
- Ein Besuch der Weltausstellung und die Besichtigung des Atomiums regte den Österreicher Franz Gsellmann zum Bau seiner Weltmaschine an, worüber Klaus Ferentschik das Werk Der Weltmaschinenroman (2008) schrieb.